# Durance
Ne doit pas être confondu avec Druance.
Pour les articles homonymes, voir Durance (homonymie).
Vous lisez un « bon article » labellisé en 2008.
La Durance est une rivière du Sud-Est de la France se jetant dans le Rhône, dont elle est le deuxième affluent après la Saône pour la longueur et le troisième après la Saône et l’Isère pour le débit. Longue de 323,2 km, la Durance est la plus importante rivière de Provence.
Rivière dite « capricieuse », autrefois redoutée pour ses crues, elle a été soumise à un effort continu d'aménagement, en particulier depuis le XIXe siècle, à des fins hydrauliques (approvisionnement en eau potable de Marseille et des villes alentour), agricole (irrigation de 75 000 ha de cultures, responsable de prélèvements pouvant aller jusqu'à 114 m3/s d'eau dans la rivière, souvent au moment de l'étiage) et hydroélectriques (avec le Verdon, 6 à 7 milliards de kWh produits par an).

## Hydronymie

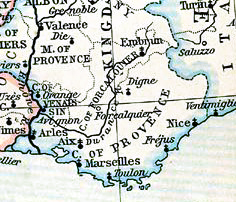
Le cours de la Durance sur une carte anglaise de la Provence médiévale.

Le nom occitan (vivaro-alpin, provençal) est Durença selon la norme classique ou bien Durènço selon la norme mistralienne.
La Durance est documentée sous les formes anciennes Druentia (Ier siècle), Drouentios potamos (en grec), Durantia (854, 1271) ou Durentia (1127). Les formes classiques sont probablement des altérations de *Dūrantia, basé sur l'hydronyme dur- ou dru- que l'on retrouve dans le nom de nombreuses rivières des Alpes occidentales (Doire en Italie, Dranse en Haute-Savoie, Drac, Drôme), Durensola, associé au suffixe locatif -antia. Toutes ces rivières prennent leur source en haute montagne, et ont un cours torrentiel.
La haute Durance est un torrent bien plus faible que ses affluents la Clarée et la Guisane, qui s’effacent pourtant devant elle. Si le nom de Durance est prépondérant sur ceux de ces deux torrents, c’est probablement que la vallée de la Durance est une voie de communication importante et ancienne, alors que celles de la Clarée et de la Guisane sont des culs-de-sac,.

## Géographie

### Source

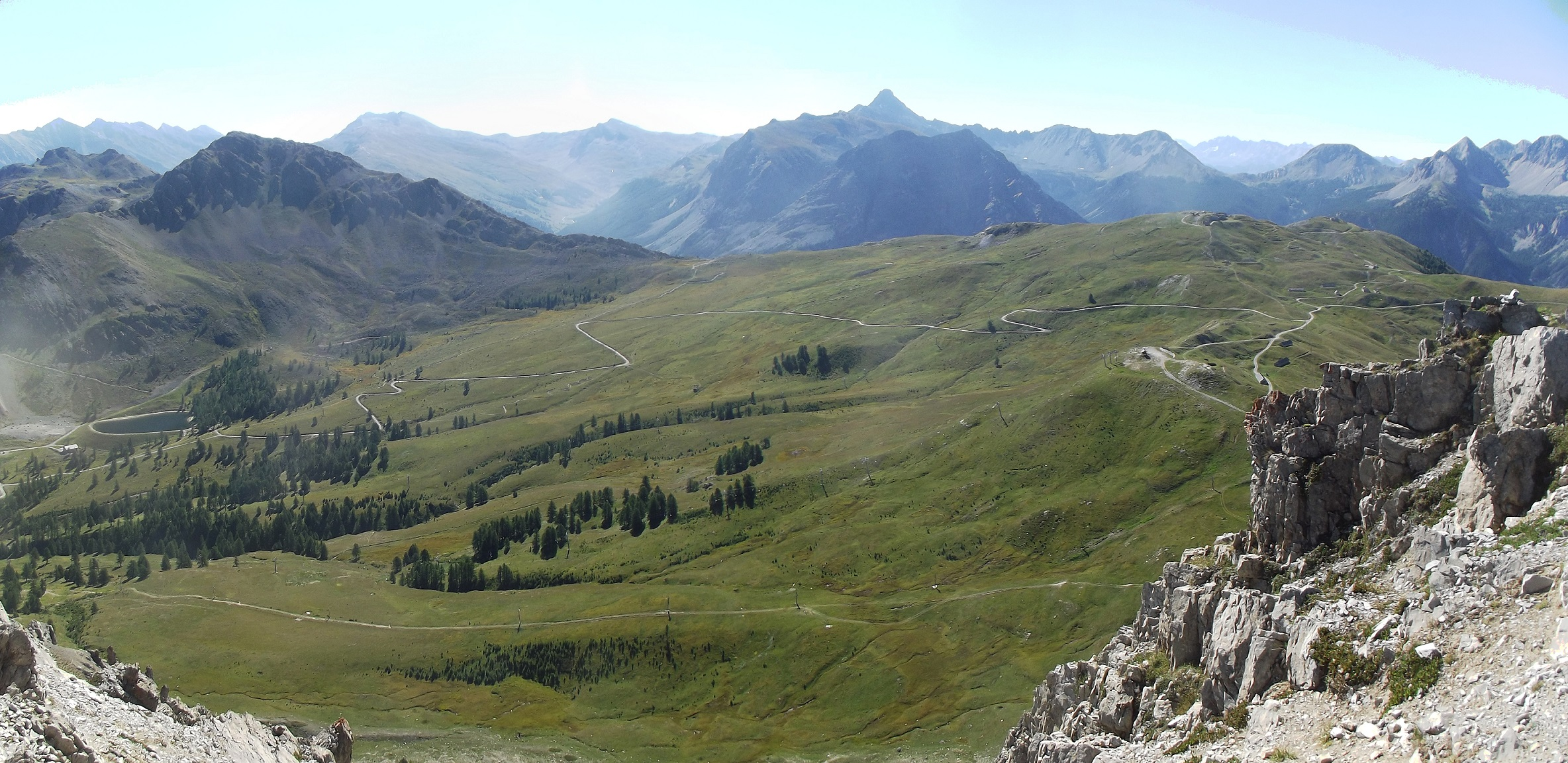
Sources de la Durance.

La Durance prend ses sources vers 2 390 mètres d'altitude, au pré de Gondran, sur les pentes du sommet des Anges. Les sources se trouvent en contrebas de l’ancien fort du Gondran, sur la commune de Montgenèvre,, dans le département français des Hautes-Alpes, près de la frontière italienne. Elle se jette dans le Rhône à quelques kilomètres au sud-ouest d'Avignon, entre le Vaucluse et les Bouches-du-Rhône dont elle matérialise la limite.
Son affluent qui constitue le système le plus long, la Clarée, prend sa source sur les pentes du mont Thabor (3 178 m), au lac de la Clarée située juste sous le seuil des Rochilles, à 2 450 m d’altitude, également dans les Hautes-Alpes. Elle emprunte la vallée de la Clarée et, après un cours de 28 km, rejoint la Durance (qui est longue de 8 km à ce moment-là et a un débit inférieur).

### Géologie
Il y a 12 millions d'années, pendant le Miocène, la Durance bifurquait vers le sud entre la chaîne des Côtes et les Alpilles, passait le seuil de Lamanon, et allait se jeter directement dans la Méditerranée, faisant un large delta dont l'étang de Berre et la Crau sont des restes. Cet itinéraire est d'ailleurs grosso modo celui emprunté aujourd'hui par le grand canal EDF, qui s'éloigne de la Durance à Mallemort et se jette dans l'étang de Berre.
Pendant la glaciation de Riss, la Durance prenait sa source aux environs de Sisteron, où se terminait la calotte glaciaire recouvrant les Alpes. C’est également pendant cette période que la Durance modifie son cours aval.
Au plus fort de la glaciation du Würm (il y a environ 18 000 ans), l'érosion, facilitée par des mouvements tectoniques qui soulèvent les roches, ouvre le pertuis d'Orgon qui capte alors la Durance. Elle ne se déverse plus dans la plaine de la Crau mais dans le Rhône, au sud d'Avignon. Cette « capture » de la Durance est également facilitée par les dépôts de ses propres alluvions qui se sont déposées à l'entrée du seuil de Lamanon et qui entravent son écoulement.
Les différents épisodes glaciaires ont entraîné la formation de terrasses : le glacier qui descendait jusqu’à Sisteron pendant la glaciation de Riss a créé une terrasse qui domine le cours de la Durance de 60 m environ. Pendant la glaciation de Würm, deux terrasses se sont formées, environ 15 et 10 m au-dessus du lit actuel. Par endroits, on trouve encore une ou deux terrasses postglaciaires (de l'Holocène, donc formées il y a moins de 10 000 ans).
À cette période, la Durance se jetait dans le Rhône, non pas en aval mais en amont d'Avignon. Son cours partait de Cheval-Blanc pour se diriger vers Vedène, coupant le lit de la Sorgue et rejoignait le fleuve au nord du rocher des Doms. Cela a été mis en évidence par des forages à Saint-Saturnin-lès-Avignon, Jonquerettes et Entraigues-sur-la-Sorgue qui ont révélé un épandage alluvial typiquement durancien sur plusieurs mètres d'épaisseur dans toute la plaine de la Sorgue.
Entre Sisteron et Volonne, la Durance s’écoule dans une vallée de roches calcaires, de grès et de marnes datant du Crétacé. Au confluent de la Bléone, on trouve de larges nappes alluviales du quaternaire, dont les alluvions les plus anciennes sont cimentées par du carbonate de calcium.
Dans la vallée moyenne de la Durance, quatre couches de sédiments se superposent:
- une nappe alluviale grossière et liée, d’environ 40 mètres d’épaisseur, datant de la glaciation de Riss ;
- une couche de limons de 20 mètres d’épaisseur environ, datant de la même époque ;
- un paléosol, parfois recouvert de graviers apportés par des ruissellements torrentiels ;
- une couche de colluvions superficielle.

### Hydrographie
Le module à Saint-Paul-lès-Durance est de 176,0 m3/s pour un bassin versant de 11 700 km2 et à 247 m d'altitude, soit 82 % du bassin total de 14 225 km2.
De sa source au pied du sommet des Anges, à 2 390 m, au sud du Montgenèvre, jusqu’au confluent avec le Rhône, la Durance parcourt 305 km. Toutefois, le plus long cours est tracé par le système Clarée-Durance et a une longueur de 323,8 km. L'originalité du cours est sa pente, de 81 m/km sur ses 12 premiers kilomètres, puis de 15 m/km jusqu’au confluent avec la Gyronde, et encore près de 8 m/km jusqu’au confluent de l’Ubaye. Cette pente reste relativement élevée dans la partie inférieure : environ 0,33 % dans son cours moyen (jusqu’au pont de Mirabeau), puis encore 0,237 % dans son cours inférieur.
Pour comparaison, à environ 100 km de la source, l'Isère coule à 330 m d'altitude et la Durance à 700 m. Ce fait contribue partiellement au caractère torrentiel de la rivière, y compris dans le cours inférieur. Le dénivelé de la Durance de sa source à Mirabeau est de 1 847 m, et de 2 090 m environ au confluent avec le Rhône.

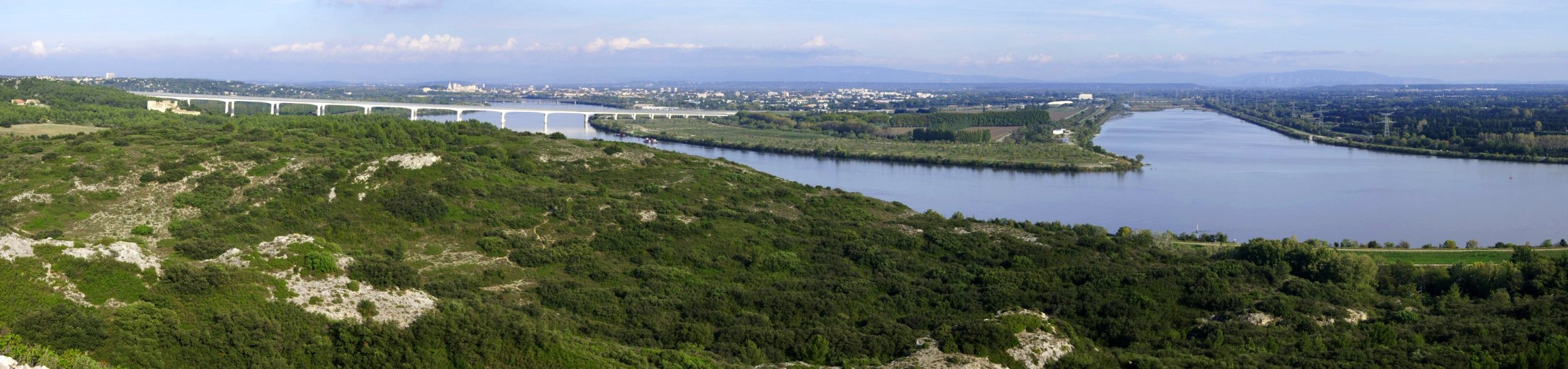
Confluence avec le Rhône.

Profil de la Durance.

#### Départements et principales villes arrosés

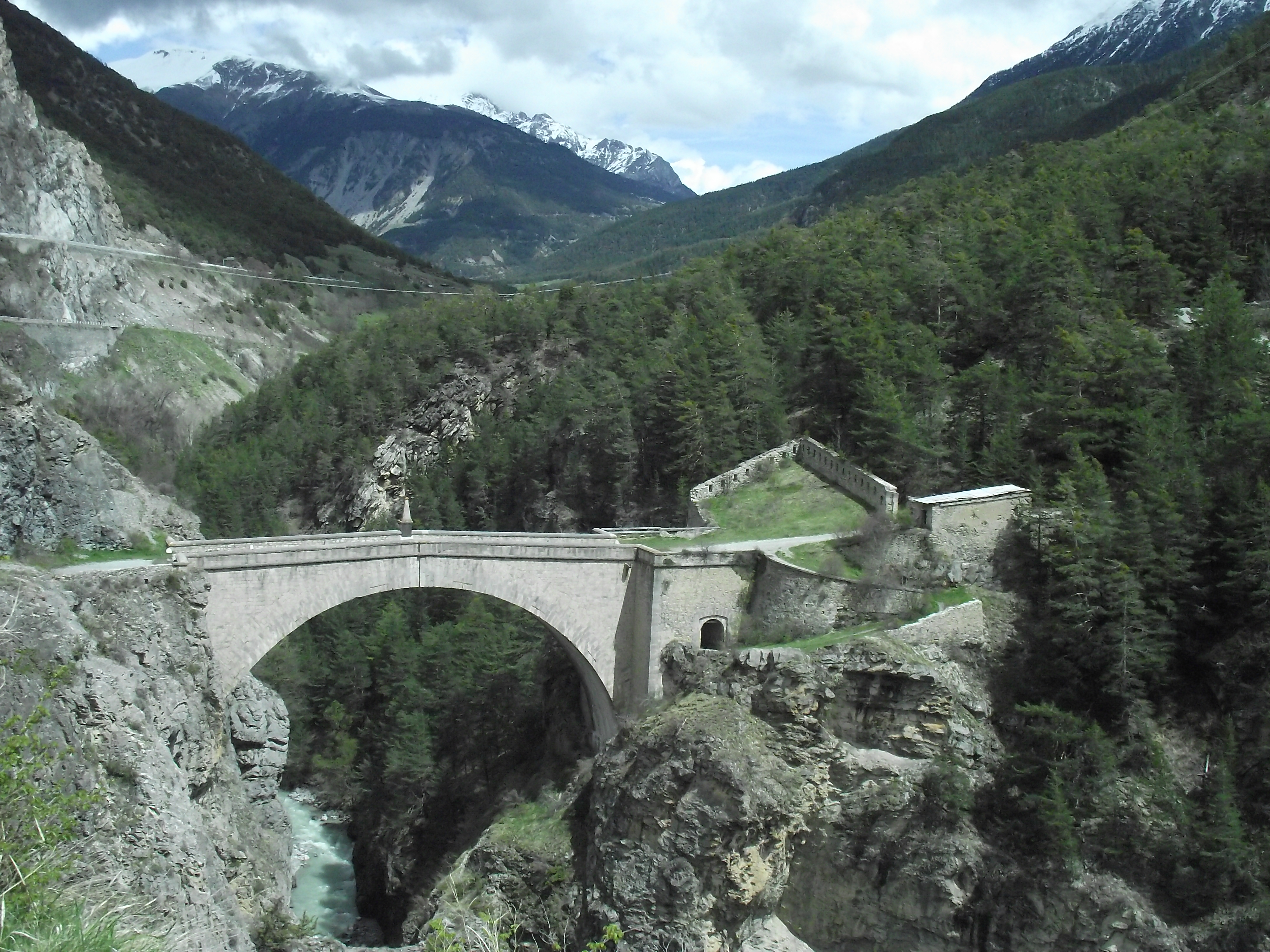
À quelques kilomètres de sa source, la Durance passe sous le pont d'Asfeld à Briançon ; vue en direction de la vallée de la Clarée au nord du département des Hautes-Alpes.

La Durance ne traverse que deux départements : les Hautes-Alpes et les Alpes-de-Haute-Provence. Elle sert de limite administrative entre ceux de Vaucluse et des Bouches-du-Rhône, et fait une brève incursion dans le Var :
- de sa source jusqu'au lac de Serre-Ponçon (environ 75 kilomètres), la Durance coule dans le département des Hautes-Alpes ;
- de son confluent avec l'Ubaye jusqu'à son confluent avec le Sasse en amont de Sisteron (environ 50 kilomètres), elle fait limite entre les Hautes-Alpes et les Alpes-de-Haute-Provence ;
- de son confluent avec le Sasse jusqu'à un kilomètre avant son confluent avec le Verdon (environ 65 kilomètres), elle traverse le département des Alpes-de-Haute-Provence ;
- sur ce dernier kilomètre elle sépare le département de Vaucluse de celui du Var ;
- de son confluent avec le Verdon jusqu'à son confluent avec le Rhône (environ 105 kilomètres), elle sert de limite entre les départements de Vaucluse et des Bouches-du-Rhône.

La Durance est ainsi sur la moitié de son parcours une limite entre départements, ce qui illustre son caractère de rivière difficilement franchissable.
Son bassin versant inclut :
- la totalité des départements des Hautes-Alpes et des Alpes-de-Haute-Provence, à l'exception du canton de la Grave, du Champsaur, du canton de Rosans, de la commune de Soleilhas, et des cantons d'Annot et Entrevaux ;
- la moitié environ du département de Vaucluse (approximativement l'arrondissement d'Apt) ;
- quelques communes dans les départements de la Drôme (Lus-la-Croix-Haute), du Var (tout le canton de Comps-sur-Artuby, la majeure partie du canton de Rians) et des Alpes-Maritimes (Valderoure et Séranon), « enclaves » explicables par des questions de découpage non topographique des départements ;
- les communes des Bouches-du-Rhône riveraines de la Durance.

Ce dernier point mérite d'être souligné. Aucun cours d'eau important ne draine le nord du département des Bouches-du-Rhône. De Jouques à la Roque-d'Anthéron, ainsi qu'autour d'Orgon, des collines proches bordent la Durance ; ailleurs, il s'agit de plaines alluviales, anciennement à l'état de marais, où la circulation des eaux est assurée essentiellement par les canaux.
La Durance arrose (ou longe) 106 communes dans cinq départements. Les villes qui la bordent sont installées de manière à se protéger des inondations : sur le cours supérieur, plutôt encaissé, elles sont installées sur des avancées rocheuses dominant la rivière (Briançon, Embrun, Sisteron) ; sur le cours inférieur, plus large, elles sont en retrait au pied des collines (Manosque, Pertuis, Cavaillon, Châteaurenard). Seul Avignon est en plaine, et doit d'ailleurs aujourd'hui encore se protéger des grandes crues de la Durance.

#### De la source à Serre-Ponçon: la Haute-Durance

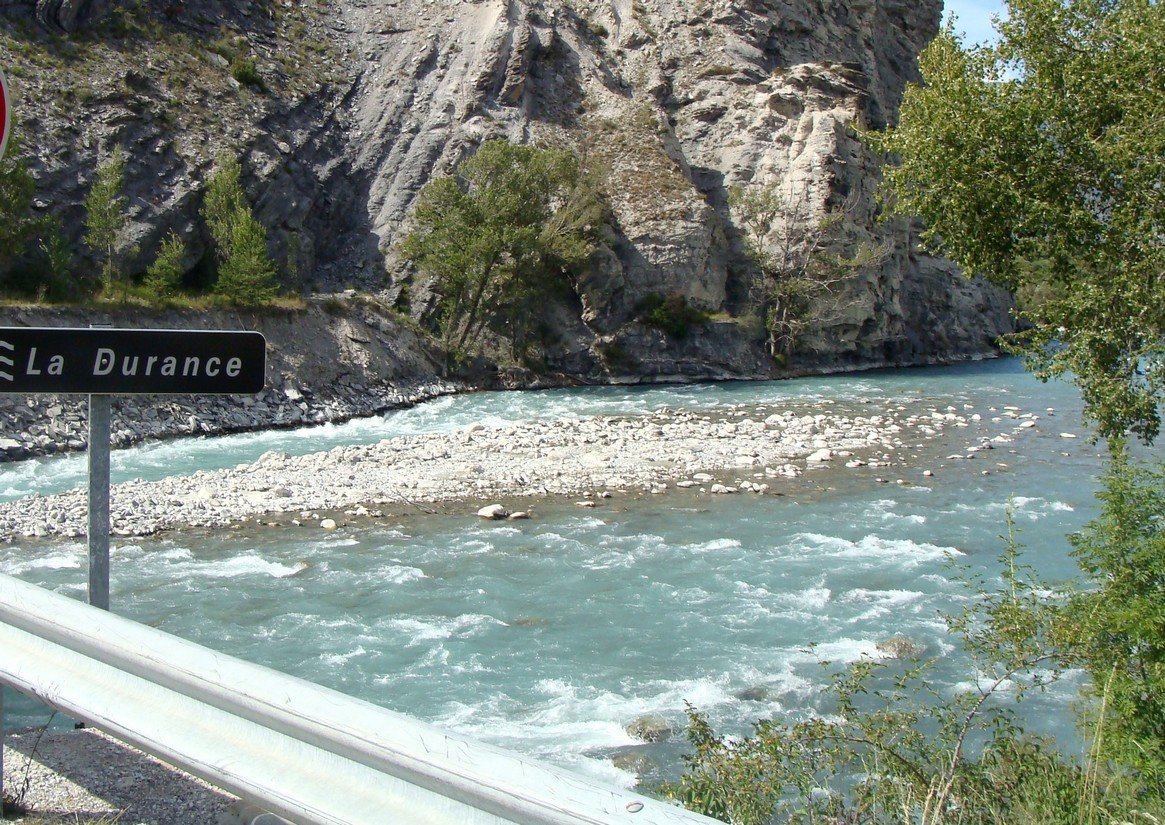
La Durance est encore un torrent à l'approche de la retenue de Serre-Ponçon.

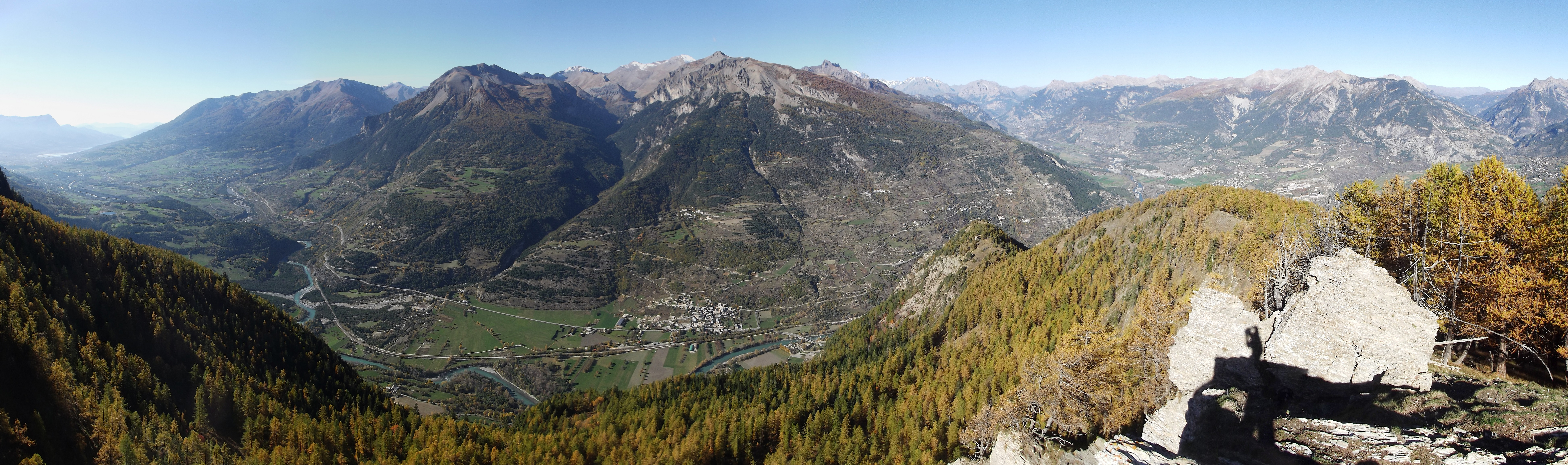
La Durance entre le lac de Serre-Ponçon et la Roche-de-Rame.

Jusqu'au lac de Serre-Ponçon, la Durance draine une vallée plus ou moins large entourée des hautes montagnes du massif cristallin du Pelvoux. C'est une rivière alpine au régime nival, avec des hautes eaux en juin et un débit soutenu même en été. Le torrent du Montgenèvre se jette dans la Clarée, traverse Briançon puis reçoit la Guisane. On appelle alors « Malafosse » la section située entre Le Fournel et Briançon. Il se dirige alors vers le sud et reçoit les eaux de la Gyronde (torrent glaciaire des Écrins) à L'Argentière-la-Bessée. Son cours s'infléchit vers le sud-sud-est jusqu'au confluent avec le Guil en dessous de Guillestre et Mont-Dauphin, puis repart vers le sud-sud-ouest et se jette dans le lac de Serre-Ponçon un peu en aval d'Embrun. Le confluent avec l'Ubaye a été noyé lors du remplissage du lac.

#### De Serre-Ponçon à la clue de Mirabeau: la Moyenne-Durance

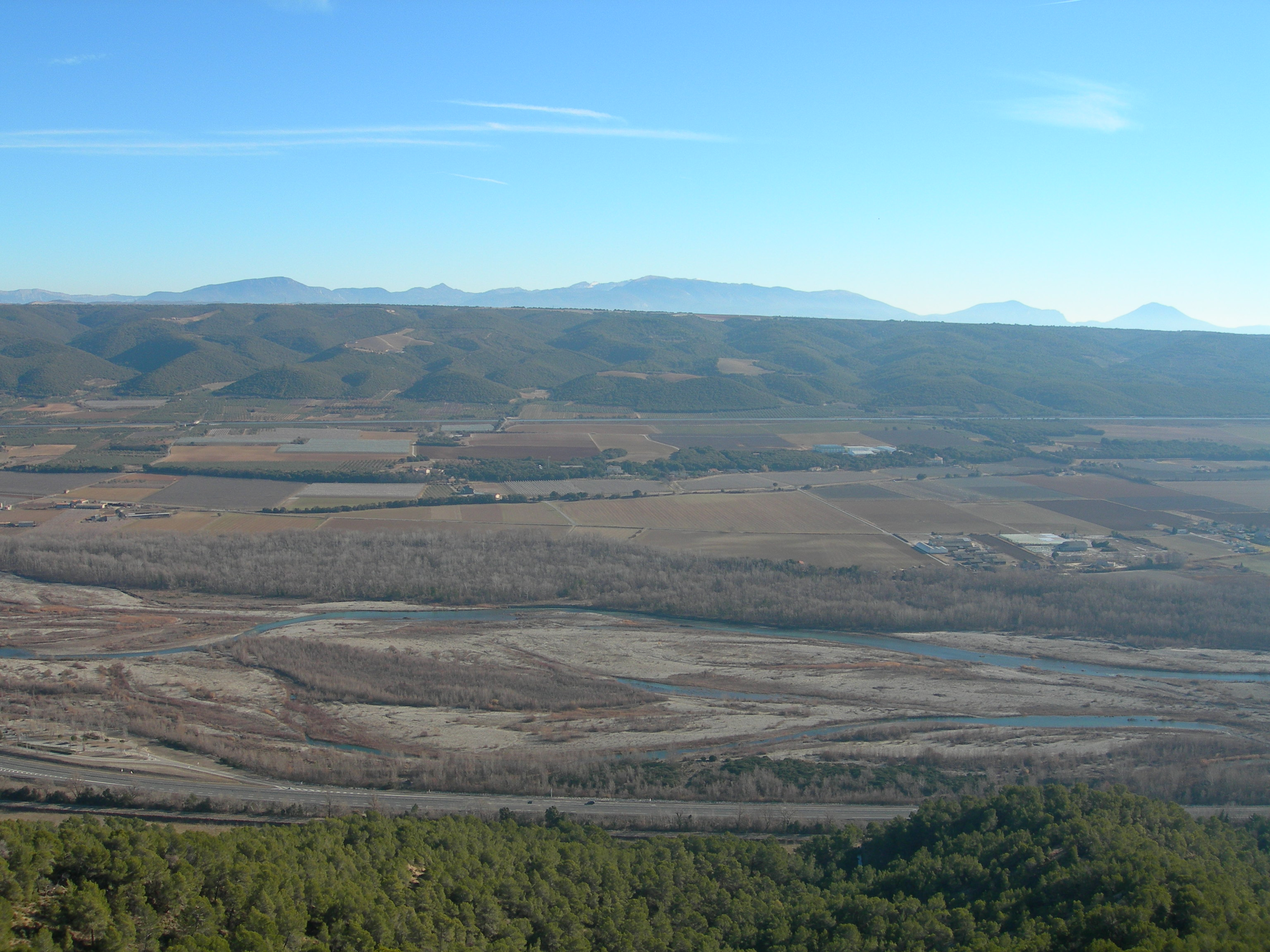
Vallée de la Durance au niveau de la commune des Mées, avec au second plan la partie nord du plateau de Valensole et en arrière-plan le Mourre de Chanier. On voit le canal EDF, mince ligne blanche à la limite entre les plus hautes terrasses cultivées et la base des collines.

La Durance à la sortie du lac de Serre-Ponçon.

La moyenne Durance coule dans un paysage qui change radicalement, car les montagnes s’adoucissent et des plateaux de plus en plus vastes les remplacent. Le lit lui-même redevient encaissé, creusant dans les terrasses alentour un sillon de quelques mètres à quelques dizaines de mètres de profondeur. Ici, le régime de la Durance devient méditerranéen : crues provoquées par les pluies automnales, étiages sévères en été. Juste avant la clue de Sisteron, la Durance conflue avec le Buëch, qui a récupéré les eaux du canal EDF. De nombreux affluents mineurs au régime pluvial se déversent également près de Sisteron (Sasse, Jabron, Vançon).
Comme plus en amont, la Durance reste entourée de collines ou de plateaux, mais la vallée s’élargit en une plaine alluviale de plusieurs kilomètres de largeur (5 km à Manosque), récemment aménagée avec le développement d’une agriculture moderne et la construction de l'autoroute A51.
La rivière reçoit les eaux de la Bléone près des Mées, l’Asse quelques kilomètres au sud d’Oraison. Le Verdon se jette dans la Durance à proximité de Cadarache : le lieu de confluence est difficile à voir à moins de se placer en hauteur.
Plusieurs barrages ont été construits le long du cours moyen de la Durance, en plus de celui de Serre-Ponçon : Espinasses, Sisteron, L’Escale et Cadarache. Ce sont plutôt des prises d’eau dont le but principal est de dévier la plus grande partie du débit de la rivière dans le canal EDF qui alimente des usines hydroélectriques ; les lacs qu’ils créent ne peuvent pas servir à réguler le cours de la rivière. Une partie de l’eau est utilisée pour l’irrigation.

#### Basse-Durance: de Jouques à Avignon

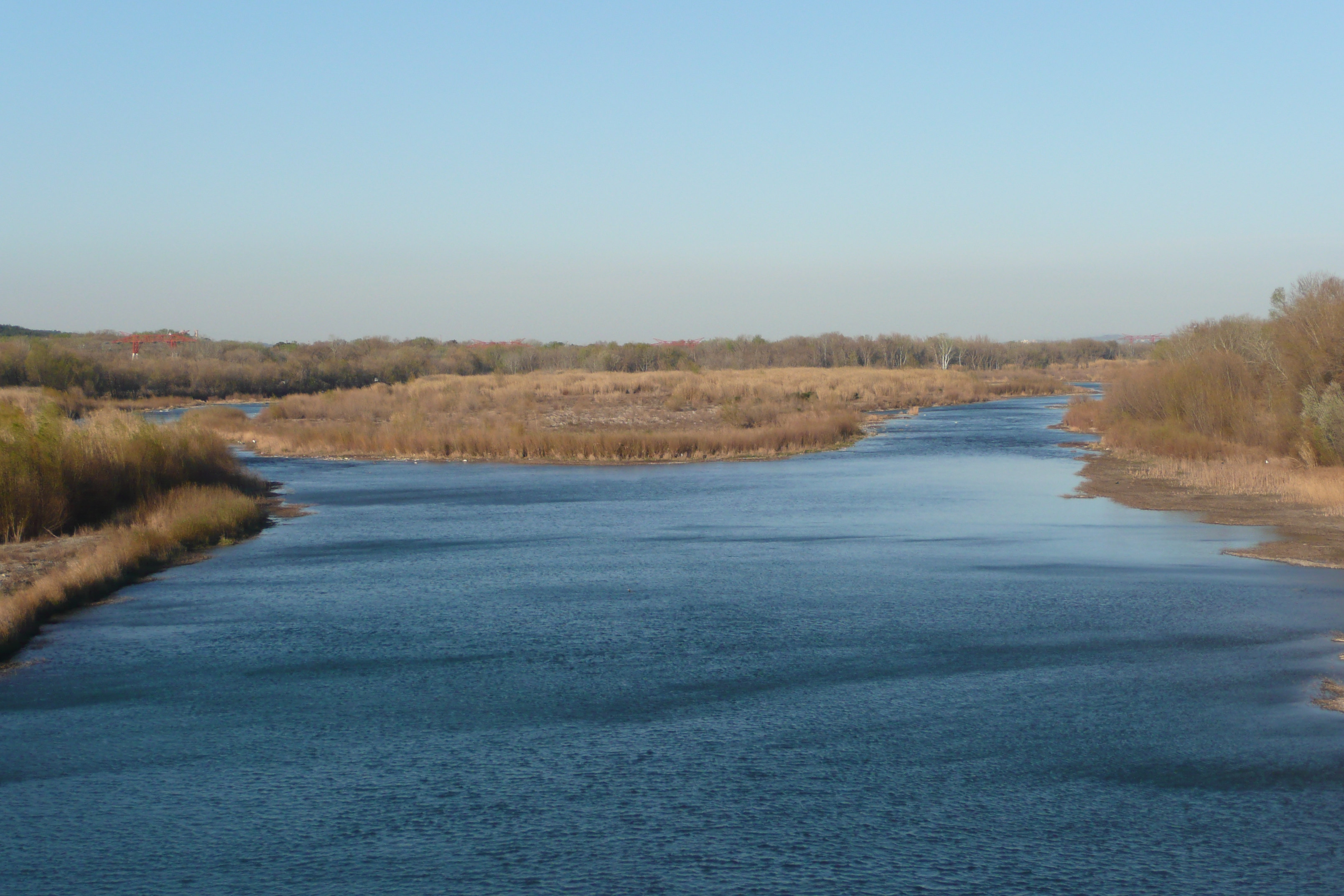
La Durance, près d'Avignon.

La vallée se resserre sur quelques kilomètres avec le franchissement de la clue de Mirabeau (200 m de profondeur), qui coupe un anticlinal de calcaires jurassiques. Elle s'élargit ensuite de nouveau en une plaine encore plus large jusqu'au confluent avec le Rhône. Son orientation passe de nord-sud à est-ouest, comme les petits chaînons provençaux entre lesquels elle coule (Alpilles et Luberon). La Durance ne reçoit qu'un affluent significatif pendant cette dernière partie du cours : le Coulon, qui contourne le massif du Luberon par le nord.

#### Principaux affluents

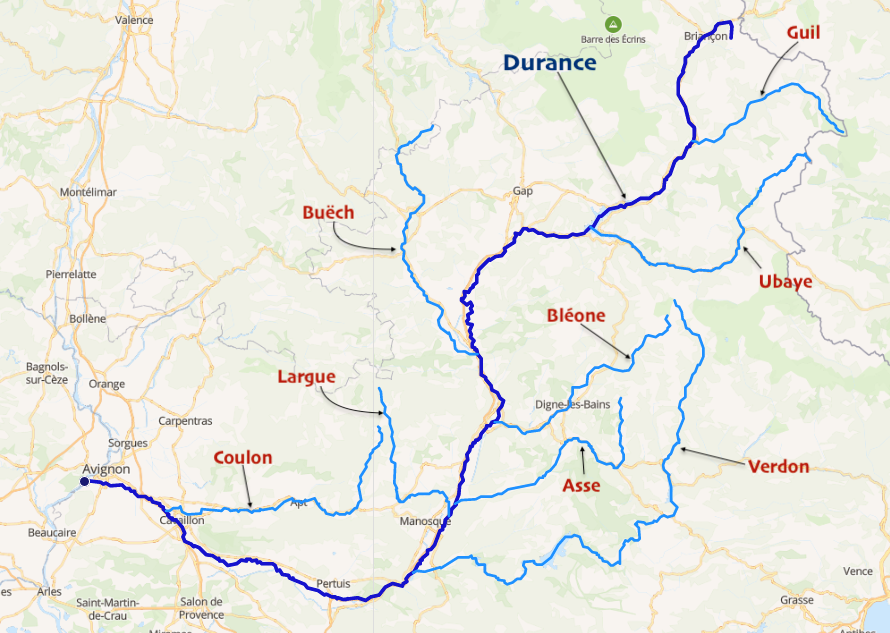
La Durance et ses affluents de plus de 50 km.

Les principaux affluents de la Durance sont le Verdon (165,7 km), le Calavon (86,9 km), le Buëch (85,2 km) et l'Ubaye (82,7 km).
Cours d’eau d’une longueur supérieure à 20 km qui se jettent dans la Durance (d'amont en aval) :
- la Clarée (rd[note 1]), 31,8 km ;
- la Guisane (rd), 27,7 km ;
- la Cerveyrette (rg), 22,8 km ;
- la Gyronde (rd) 22,7 km ;
- le Guil (rg), 51,5 km ;
- le torrent des Vachères (rg), 21,9 km ;
- le torrent de Boscodon (rg), 11,9 km ;
- le Réallon (rd), 19,8 km ;
- l’Ubaye (rg), 82,7 km ;
- la Blanche (rg), 30,2 km ;
- l’Avance (rd), 20,6 km ;
- la Luye (rd), 22,6 km ;
- le Sasse (rg), 39,2 km ;
- le Buëch (ou Buech) (rd), 85,2 km ;
- le Jabron (rd), 36,5 km ;
- le Riou de Jabron (rg), 20,9 km ;
- le Vançon (ou Vanson) (rg), 30,2 km ;
- la Bléone (rg), 69,5 km ;
- le Lauzon (rg), 25,2 km ;
- le Rancure (rg), 23,9 km ;
- l’Asse (rg), 76,3 km ;
- le Largue (rd), 55,7 km ;
- le Verdon (rg), 165,7 km ;
- l’Èze (rd), 24,3 km ;
- l’Aigue Brun (ou Aiguebrun) (rd), 22,8 km ;
- le Coulon (ou Calavon) (rd), 86,9 km ;
- l’Anguillon (rg), 19,5 km.

## Hydrologie
Rivière dite « capricieuse » et autrefois redoutée pour ses crues aussi bien que pour ses étiages, la Durance est une rivière à la fois alpine et méditerranéenne à la morphologie bien particulière. Elle était ainsi appelée « le troisième fléau de la Provence », la tradition provençale disant que les deux premiers étaient le mistral et le Parlement d'Aix.
Son bassin versant total est de 14 225 km2.

### Débits moyens

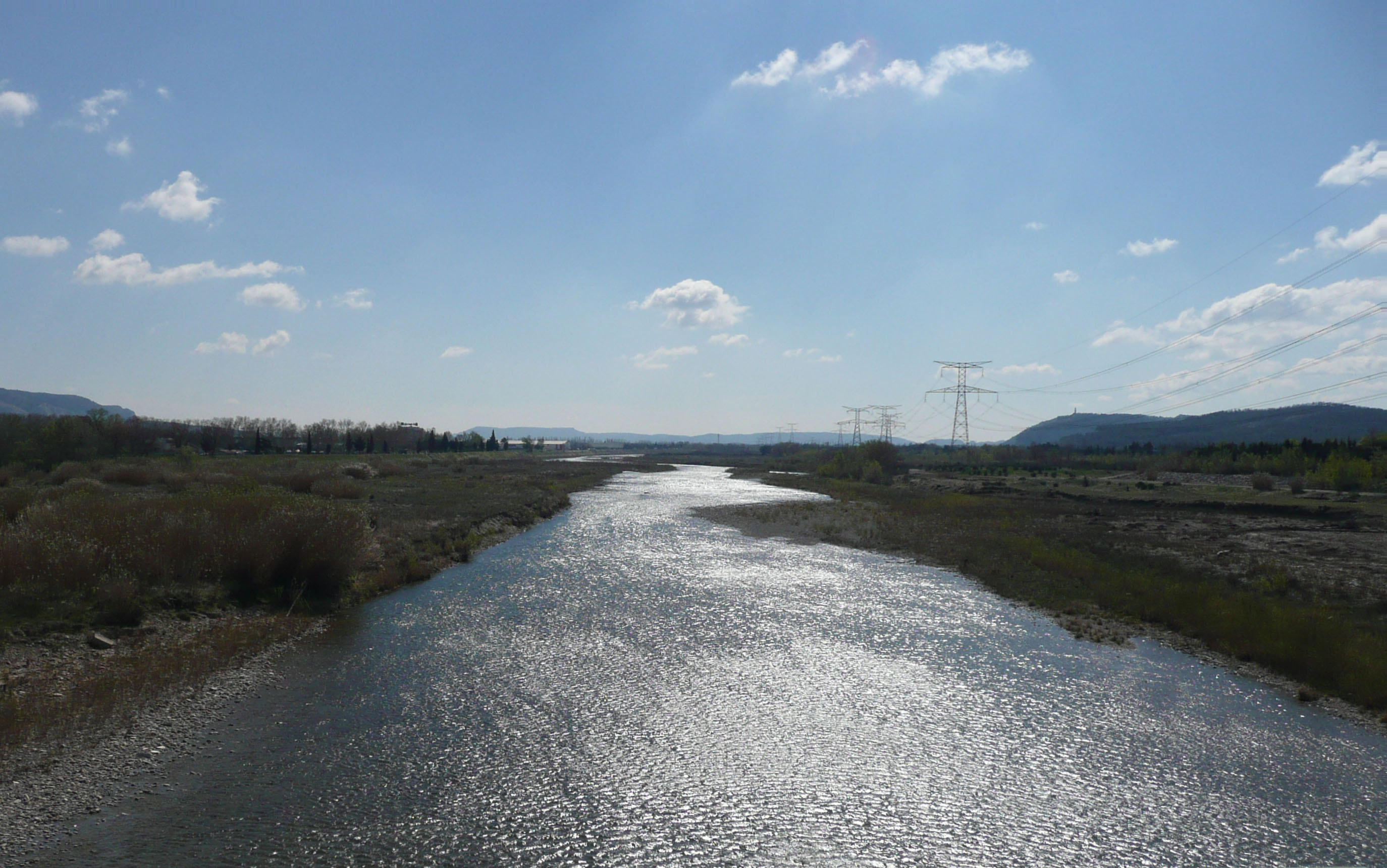
La Durance, près de Cavaillon.

Au confluent avec le Rhône, le débit naturel moyen de la Durance est d'environ 190 m3/s, avec une forte variabilité annuelle. Il peut varier de 40 m3/s (étiages les plus sévères) à 6 000 m3/s (crues millénales), les crues de 1843, 1882 et 1886 ayant avoisiné 5 000 m3/s.
Au débouché dans le lac de Serre-Ponçon, le débit moyen est de 81 m3/s ; au niveau d'Oraison il est de 123 m3/s et après la confluence avec le Verdon il atteint 174 m3/s (250 à 330m 3/s au printemps, 100 m3/s en été). L'apport des affluents plus en aval est très faible. Le maximum annuel se produit généralement en mai ou en juin, mais les crues les plus violentes surviennent en automne. L'étiage a lieu en hiver dans la haute vallée et en été dans la partie moyenne et inférieure du cours.

### Régime mixte

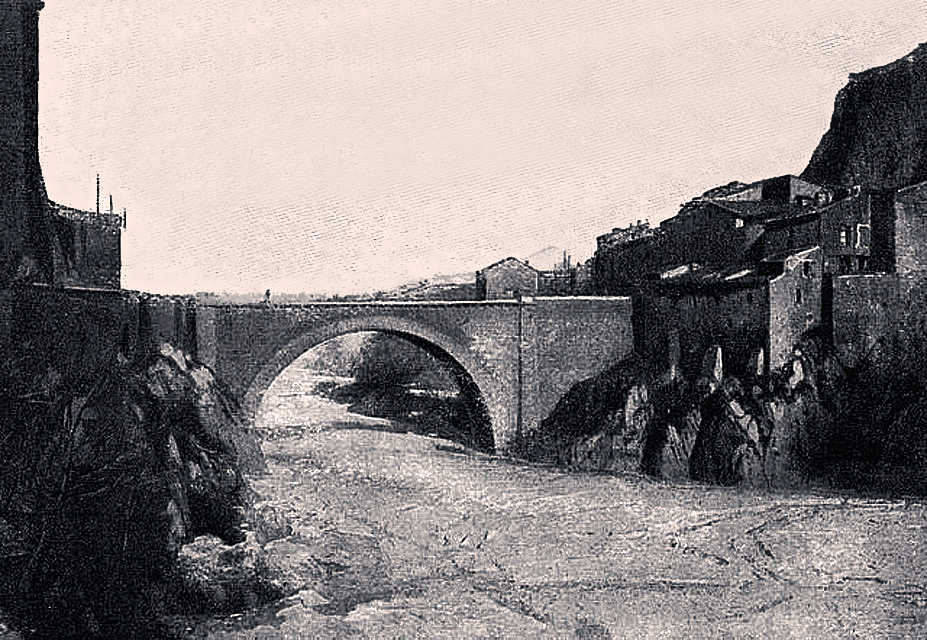
Durance gelée à Sisteron au cours de l'hiver 1907.

Le bassin versant de la Durance regroupe des territoires allant des neiges éternelles aux collines et plateaux au climat méditerranéen. Ainsi, la rivière est soumise à un régime nival dans son cours supérieur (jusqu'au lac de Serre-Ponçon), avec des étiages hivernaux et des crues chaque année de mai à juillet. Au lac de Serre-Ponçon, pour un bassin versant de 3 600 km2, un module de 83,3 m3/s, avec un étiage de 18 m3/s, et une crue maximale de 1 700 m3/s (valeur relevée en 1957).
Plus en aval, ses nombreux affluents de moyenne montagne ou des plateaux au régime essentiellement pluvial méditerranéen n'apportent de l'eau qu'en hiver, au printemps et à l'occasion des crues d'automne, avec un débit faible et très irrégulier en été. Il s'ensuit un décalage du maximum naturel de printemps de juin à mai en descendant le cours[réf. nécessaire].

### Crues
La rivière est réputée de tout temps pour son cours instable, impétueux et changeant. Tite-Live signale ainsi la difficulté de sa traversée, Silius Italicus, en poète moins soucieux d’exactitude, exalte son caractère torrentueux. Ces crues, violentes et fréquentes, sont dues à une combinaison de facteurs :
- un bassin montagneux aux pentes fortes ;
- des roches sensibles à l’érosion, qui augmentent le volume des torrents et leur pouvoir destructeur (laves torrentielles) ;
- un couvert végétal peu protecteur, voire absent, à la fois pour des raisons naturelles (pauvreté du sol) et anthropiques (voir paragraphe suivant) ;
- et enfin, le régime de précipitations méditerranéen, caractérisé par des précipitations assez peu fréquentes et violentes[30].

Il en résulte un ruissellement de 63 %, ce qui est très élevé : la hauteur de la lame d’eau écoulée à Cadarache est de 472 mm, pour une moyenne de 750 mm de précipitations.
À Mirabeau, l’étiage est de 45 m3/s, soit une variation de 1 à 133 ; lors de la sécheresse de 1921, qui dura jusqu’en décembre, le débit descendit jusqu’à 27 m3/s.

#### Crues historiques antérieures à la Révolution
Les crues s’accroissent en nombre et en force à partir de la deuxième moitié du XIVe siècle, pour s’atténuer et s’espacer au XXe siècle. Comme dans toute l’aire alpine méditerranéenne, cette période de fort accroissement de la force et de la fréquence des crues est due à la combinaison d’un refroidissement à partir du XIVe et jusqu'au XIXe siècle (le petit âge glaciaire) qui provoque des pluies et des chutes de neige plus abondantes et plus fréquentes, et à un défrichement important des pentes des montagnes du bassin de la Durance, à partir du XVIe siècle. Cet accroissement des crues et de leurs dégâts a notamment pour conséquence l’avancée de la Camargue pendant cette période, et le colmatage du port d’Aigues-Mortes.
La Durance emporte la ville de Rama (entre Briançon et Embrun, au confluent de la Biaysse) au XIIe siècle. C'est la plus ancienne crue dont on possède une trace écrite, la suivante étant celle du 17 septembre 1226, concomitante avec une crue du Rhône.
Celle de l'automne 1345 est provoquée par de fortes pluies qui détruisent les récoltes et provoquent une famine. La crue des 8-12 septembre 1651 est également remarquable par les dégâts qu'elle provoque dans la vallée, mais nous ne disposons d'aucune estimation de débit pour ces crues antérieures à 1800. Seule l'importance des dégâts causés par la Durance les a laissées dans la mémoire.
La crue de 1907 est évoquée par Jean Giono dans son roman La Provence perdue.

#### Crues duXIXesiècle
Même si on ne dispose pas de bonnes séries de relevés des précipitations et des crues avant le XIXe siècle, il est avéré que le nombre de crues torrentielles augmente fortement dans le bassin de la Durance au XIXe siècle. Ces crues ont lieu majoritairement de juin à août, et sont donc liées à des pluies orageuses.
Entre 1832 et 1890, la Durance a connu 188 crues de plus de 3 mètres (mesurées au pont de Mirabeau). Les principales crues sont celles de 1843, 1856 (qui inonde Avignon) et 1886. Les crues millénales (trois au XIXe siècle : 1843, 1856, 1886) atteignent 5 000 à 6 000 m3/s selon les auteurs ; pour comparaison, la crue de la Seine de 1910 atteint environ 2 400 m3/s à son plus fort.
La crue automnale de 1843 atteint les débits suivants:
- 1 675 m3/s au lac de Serre-Ponçon ;
- le Buëch apporte 1 200 m3/s, ce qui porte le débit de la Durance à 3 000 m3/s à Sisteron ;
- la Bléone a un débit de 960 m3/s à Digne, et de 1 150 m3/s au confluent ;
- l’Asse apporte encore 900 m3/s (avec un débit de 700 m3/s à Mézel) ;
- le Verdon avait un débit maximum de 1 400 m3/s à Sainte-Croix ;
- grossie de ces affluents, la Durance atteint des débits de 4 000 m3/s aux Mées, 4 800 m3/s à Manosque, et 5 500 m3/s à Mirabeau.

Elle cause pour 5,1 millions de francs de dégâts, en emportant plusieurs ponts suspendus récemment construits (ceux de Remollon, datant de 1829, des Mées, datant de 1838, de Manosque, inachevé, de Mirabeau, construit en 1835).
En 1860, deux crues atteignent 4,89 m le 26 novembre, puis 4,30 m le 8 décembre. Quatre crues se produisent en 1863, atteignant 5 m le 7 janvier, 3,30 m le 24 mai, 4,15 m le 26 septembre et 4,86 m les 12 et 16 octobre. La crue de 1872 emporte encore le pont de Mallemort (1847).
La crue de 1882 résulte de pluies automnales importantes. Les 27 et 28 octobre, il tombe 81 mm à Apt, 90 mm à Taillades, 113 mm à Ribiers et 165 à Noyers. Le débit dépasse les 5 000 m3/s à Mirabeau, la hauteur du cours d'eau passant de 3 m à 6,60 m en moins de huit heures, baissant ensuite presque aussi rapidement. Le même phénomène se reproduit en 1886 : il tombe 541 mm de pluie sur le département des Basses-Alpes en un mois (avec des précipitations sur une seule journée allant de 60 à 130 mm), ce qui provoque deux crues importantes, les 20 et 21 octobre et les 25 et 26 octobre. L’Ubaye a une crue deux fois plus importante que celle de 1882 ; le Buëch a une crue supérieure à celle de 1882, avec 1 400 m3/s, la Durance dépassant les 6 m à Sisteron et atteignant les 5,75 m à Mirabeau. Début novembre, de fortes précipitations ont encore lieu (150 mm à Noyers), la crue causant des dégâts sur la ligne de chemin de fer du PLM et coupant des rampes d’accès aux ponts routiers. Au total, les crues de 1886 inondent la plaine, de Mirabeau jusqu’au Rhône, pendant plus d’un mois.
Même des crues moins importantes peuvent être ravageuses : celle des 31 mai et 1er juin 1877 emporte le pont de Tallard.

#### Crues duXXesiècle

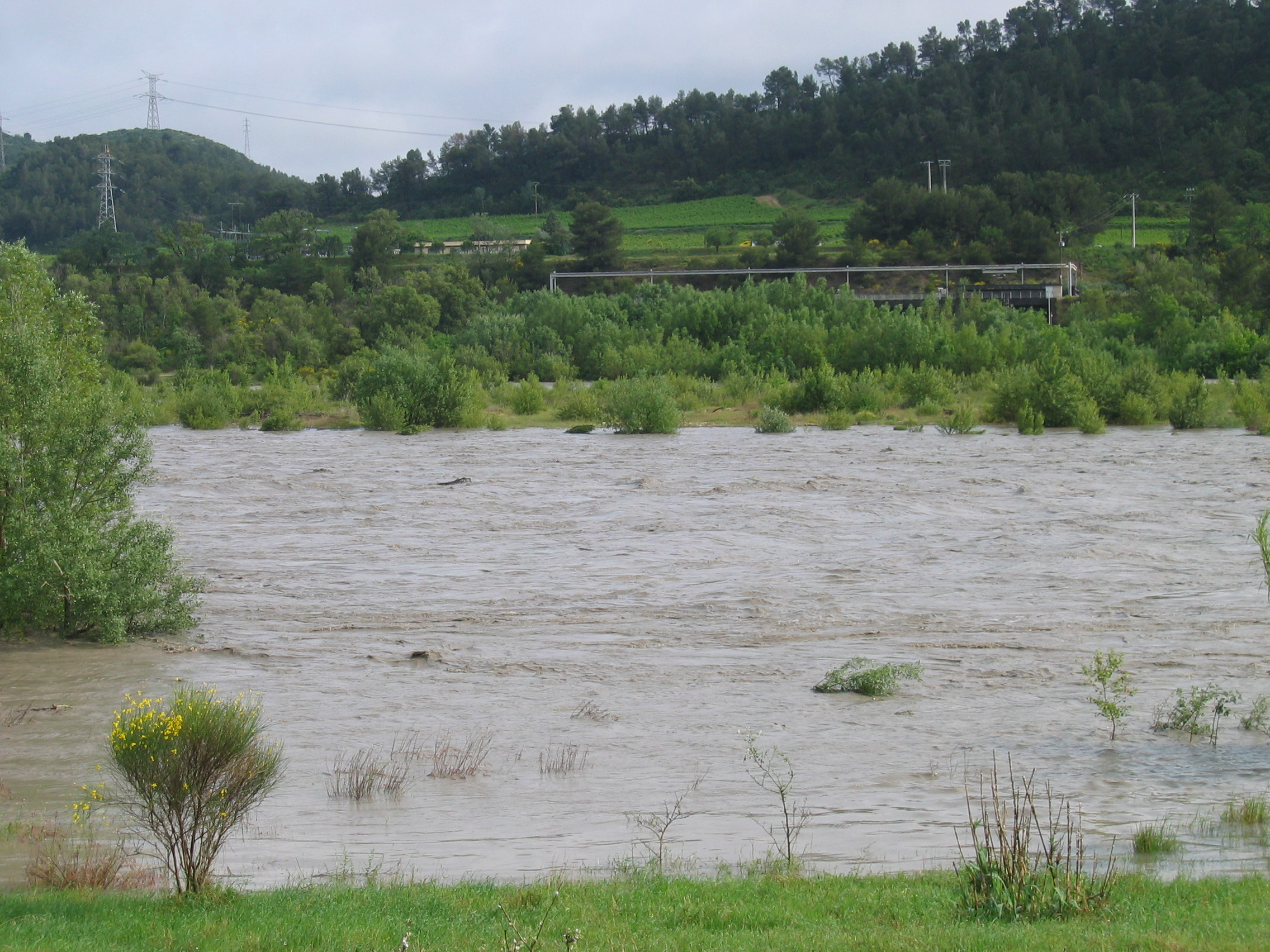
Crue de la Durance en mai 2008.

Les aménagements hydroélectriques ont sensiblement modifié le régime des crues ordinaires et moyennes.
En revanche, les études montrent qu'ils n'ont pas d'influence sur les crues majeures :
- d'une part parce que les crues les plus violentes pour la basse vallée se forment sur la moyenne Durance (axe Buëch - Bléone - Verdon), comme le montrent les grandes crues du XIXe siècle, donc à l'aval des grands réservoirs (Serre-Ponçon notamment) ;
- d'autre part parce que ces grands réservoirs ne sont pas gérés pour écrêter les grandes crues, et que leur volume peut être insuffisant (exemple de la crue de novembre 1994 sur le Verdon, peu modifiée par la retenue de Sainte-Croix).

Des crues importantes ont été observées en 1957 et 1994 (2 800 m3/s à Mirabeau, en janvier 1994 et en novembre 1994).

## Morphologie et dynamique fluviale

### Formations d’îles dans le lit de la Durance
Trois types d’îles se forment dans le lit de la Durance :
- les bancs de graviers, apportés par les crues, et généralement sans ou avec peu de végétation ;
- les iscles ou isclons, bancs de limons fertiles sur lesquels peuvent pousser des plantes à croissance rapide (saules), et qui ne sont balayées que par les fortes crues ;
- les bourras, des amoncellements de troncs et de bois flottés[45].

Les iscles peuvent faire plusieurs kilomètres de long, et jusqu’à 400 à 500 m de large. Selon Jean-Marie Gibelin, qui se fonde sur l’étude des différents plans et cadastres du lit, on peut reconstituer leur cycle de vie ainsi :
- une crue importante dépose un banc de gravier qui émerge du cours moyen ;
- sur ce banc, des herbes et roseaux poussent. La crue suivante est ralentie à cet endroit, et dépose des limons, ce qui permet la pousse de ce qui est indiqué comme des bruyères sur le cadastre ;
- progressivement, des arbres peuvent croître ;
- ces arbres devenus grands sont abattus, ce qui, même en petite quantité, permet au courant de la crue de détruire ces îles, d’abord en les divisant. Les destructions sont plus importantes au moment de la décrue, qui affouille les rives, notamment sur ces coupures, et la destruction s’amplifie à chaque crue.

## Écologie de la Durance

### Intérêt écologique
La vallée présente l'intérêt de regrouper de nombreux habitats naturels d'intérêt communautaire, régulièrement remaniés par les crues, et subissant à la fois les influences méditerranéennes et montagnardes.
Elle joue aussi un rôle important de corridor biologique, mis en évidence notamment au sein de la trame verte et bleue française et du réseau écologique paneuropéen, et forme à cet égard un site Natura 2000.

### Écologie du cours d’eau
Dans les eaux courantes, on compte aujourd'hui de 150 à 200 espèces de macro-invertébrés, mais avec peu d’espèces végétales (en raison du régime des crues).
La qualité de l’eau est réputée bonne dans la vallée supérieure, malgré le colmatage inévitable avec les nombreuses retenues, qui privent la Durance de la puissance nécessaire à l’emport des sédiments. Cette qualité a été obtenue grâce à des actions d’assainissement (y compris sur les affluents de la Luye et du Coulon). Il reste quelques points noirs dans la moyenne vallée (en aval de l’usine Arkema à Château-Arnoux, après la confluence avec le Coulon).
La profondeur de 32 cm en moyenne entraîne de fortes variations de température selon la saison (de 0 à 28 °C) et selon l’heure de la journée (7,5 °C d’amplitude l’été, 10 °C l’hiver), ce qui sélectionne les organismes aquatiques adaptés à ces changements.
L’aménagement de la vallée ainsi que l'espacement et la diminution de l'importance des crues ont permis la colonisation de l’espace alluvial par une ripisylve d’aulnes et de peupliers qui constitue localement une forêt-galerie. Le lit, bien que moins humide, accueille encore 110 espèces d’oiseaux à l’année, plus 82 espèces d’oiseaux migrateurs qui y trouvent des zones de repos et de nourrissage et parfois de reproduction. La diversité aviaire a augmenté après les aménagements, mais il est probable qu'il y ait eu autrefois une diversité supérieure, de même que des populations plus nombreuses pour certaines espèces.
On trouve aussi dans la Durance ou à ses abords environ 75 espèces de mammifères dont le castor d'Europe, le campagnol amphibie, la crossope (ou musaraigne aquatique), de nombreuses espèces de chauves-souris : barbastelle (Barbastella barbastellus), grand murin (Myotis myotis), grand rhinolophe (Rhinolophus ferrumequinum), minioptère de Schreibers (Miniopterus schreibersi), petit murin (Myotis blythii), petit rhinolophe (Rhinolophus hipposideros), vespertilion à oreilles échancrées (Myotis emarginatus), vespertilion de Capaccini (Myotis capaccinii). On y trouve aussi des espèces introduites et devenues invasives (dont le ragondin) et le rat musqué arrivé plus récemment. La loutre pourrait avoir récemment disparu ou serait très relictuelle,.
Les populations d’algues et plantes aquatiques (100 espèces en moyenne et basse Durance) et d’invertébrés aquatiques (77 espèces) sont moins variées qu’avant les aménagements (comparaison avec celles de l’Asse et du Buëch). Les jussies, espèces de plantes invasives, apparaissent progressivement (depuis 1986) dans les eaux stagnantes (gravières, mares, bras morts).
Avant les aménagements de la rivière on y trouvait plusieurs espèces migratrices amphihalines (qui vivent alternativement en mer et en eau douce) comme l'anguille, l'alose et la lamproie marine, espèces maintenant bloquées en partie basse de la Durance par les seuils et barrages. Il reste encore quelques espèces patrimoniales : outre le blageon et le toxostome, on y trouve encore l’apron du Rhône (poisson très menacé de disparition) et la loche de rivière (Cobitis taenia taenia) encore très significativement présente. Mais l’envasement et le manque d'oxygène compromettent la reproduction des truites. La lamproie de Planer y était encore récemment signalée. Elle a peut-être disparu.

### Espèces présentes dans la vallée
Outre la faune et la flore spécifiquement liées à la rivière, on peut noter :
- dans la haute-vallée de la Durance, la présence fréquente d’une espèce d’un papillon nocturne, le Graellsia isabellae Graells, protégé[54] ;
- la présence de la lavande et de la sarriette dès Mont-Dauphin[54].

### Pollution
Les premières pollutions importantes de la Durance remontent à l’installation de l’usine de fabrication d’armes chimiques et d’aluminium à Saint-Auban, durant la Première Guerre mondiale. Dans les années 1920 et 1930, tous les résidus de production sont rejetés à la rivière, la bauxite rougissant la Durance.
Les relevés effectués dans les années 1970 montrent que la pollution de la Durance restait majoritairement d’origine industrielle en aval de Saint-Auban, sauf dans les traversées d’agglomération. Les rejets de l’usine Péchiney de Saint-Auban polluent alors la rivière sur plus de vingt kilomètres, malgré l’épuration qui ne concerne à cette époque que moins de la moitié des eaux polluées. Puis la pollution réapparaît à partir de Manosque, composée principalement de produits chimiques agricoles et d’eaux de lessivage de cuves à mazout.
Au milieu des années 1970, la situation ne s’est globalement pas améliorée : la pollution de l’eau nuit fortement à la reproduction des poissons en aval du confluent de la Luye (qui lui apportait des hydrocarbures et la pollution de Gap), en aval de Sisteron, et sur tout le cours moyen de la Durance, entre le confluent de la Bléone et le confluent du Verdon. La survie des poissons est menacée en aval du confluent de la Bléone par les rejets chimiques et toxiques de l’usine de Saint-Auban. Si la rivière restait polluée en aval de Cadarache, la situation apparaissait globalement maîtrisée jusqu’au confluent avec le Rhône. Les objectifs d’assainissement étaient d’une qualité 1A (tous les usages possibles) en amont de Sisteron, et 1B de Sisteron à Avignon.

## Histoire
La Durance a joué un rôle très important dans l'histoire de la Provence, et a grandement contribué à la croissance économique et démographique de la région marseillaise, après avoir été un obstacle à la circulation pendant des siècles.

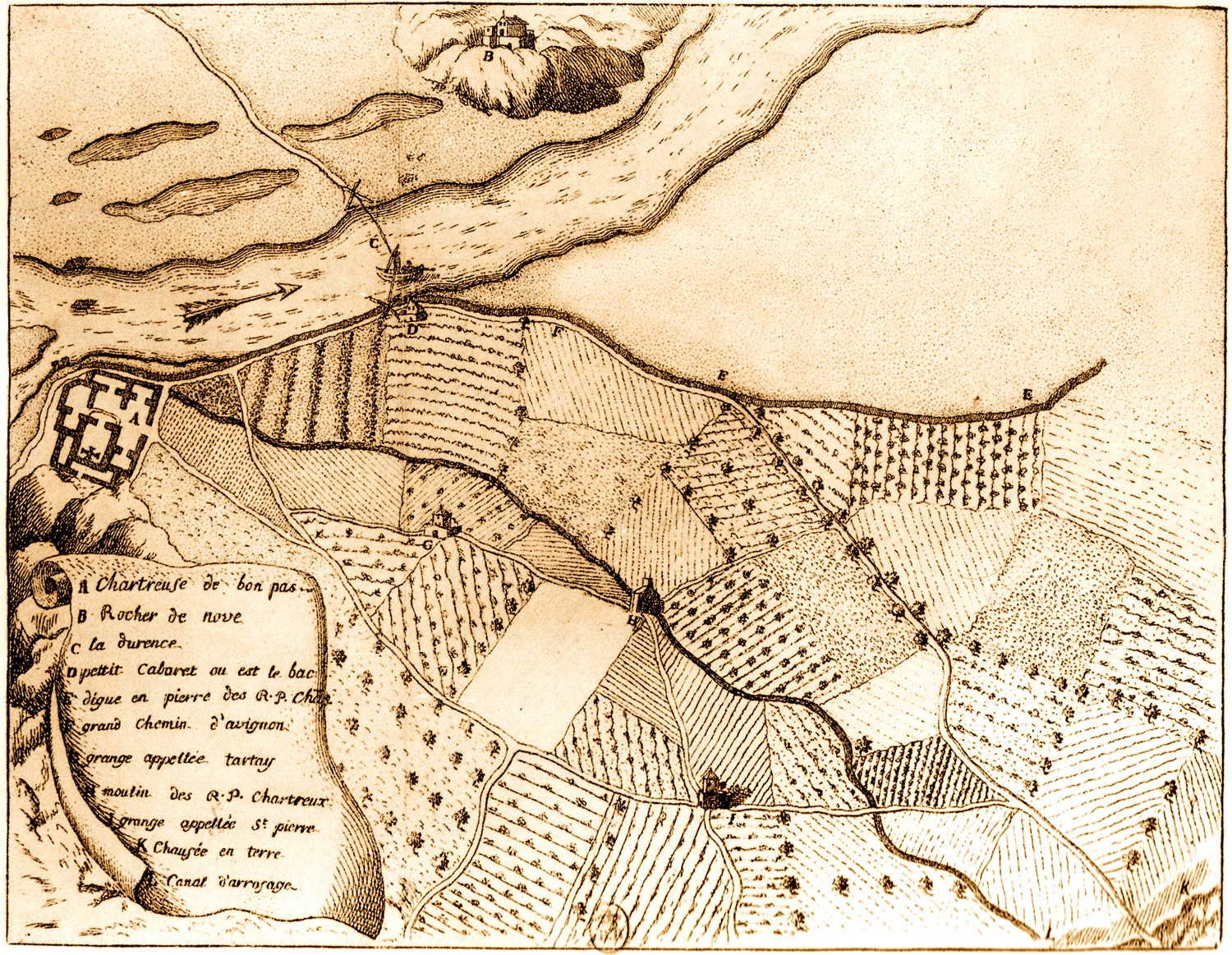
Le bac à traille entre Noves et la Chartreuse de Bonpas.

Les fouilles de sauvetage qui ont eu lieu sur le chantier de l’autoroute A51 ont permis de découvrir quelques sites préhistoriques et antiques.
De l'Antiquité au XIXe siècle, la Durance était réputée pour sa traversée difficile, ses crues brutales et un débit inconstant. La largeur de son lit, la force et la faible profondeur de son courant, et les changements de cours après les crues rendaient son franchissement par gué ou bac, ainsi que la navigation fluviale, très délicats (malgré une hauteur d'eau relativement importante en période de hautes-eaux). Il fallait parfois plusieurs bacs pour traverser les différents bras ou canaux et reconstruire fréquemment le câble (« traille ») support. Les rives instables et parfois abruptes rendaient l’établissement du bac et son accès difficiles. Les gués étaient difficiles à établir, souvent emportés : les seuls durables sont ceux de Mirabeau et de Pertuis, inutilisables en périodes de crues.

### Antiquité

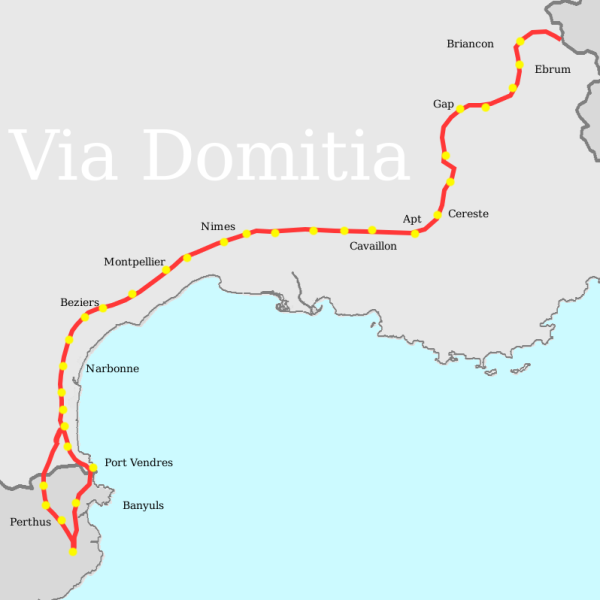
La voie Domitienne franchissait la Durance à Cavaillon.

À l'époque préromaine, la Durance formait la frontière entre différents peuples celtes établis le long de son lit, comme les Cavares (Cavaillon) et les Salyens.
La vallée de la Durance est une voie de pénétration des Alpes, empruntée par la voie Domitienne ; une statue de Janus est d’ailleurs élevée au Montgenèvre, point de passage entre la Gaule cisalpine et la Gaule narbonnaise. Strabon (Ier siècle) signale qu’un bac était établi à Cavaillon, la grande voie romaine d’Espagne en Italie ne traversant la Durance qu’à Cavaillon et à Sisteron. Il devait y avoir plusieurs bacs à Cavaillon, du fait de l’importance du point de passage (on a d’ailleurs retrouvé un quai d’embarquement taillé dans le roc). Un pont existait à Sisteron. On suppose que d’autres bacs devaient permettre de la franchir comme cela est attesté à partir du XIe siècle, notamment à la hauteur de Pertuis, ville dont le nom conserve le souvenir de cette fonction.
Difficile à franchir (sauf à Sisteron, où son cours se resserre entre deux rives rocheuses), la Durance était néanmoins navigable. Les bas-reliefs de Cabrières-d’Aigues le démontrent, le cours d’eau est utilisé pour le transport de différentes denrées liquides (vin, huile d’olive), les Gallo-Romains utilisant les haleurs (en latin : helciarii) et le vent pour remonter le courant. Plusieurs corporations spécialisées assuraient ce transport : les nautes avaient le monopole du transport sur grandes rivières et utilisaient des barques, les utriculaires (en latin : utricularii) qui l’avaient sur les petites rivières et dans les marais utilisaient des radeaux flottant sur des outres gonflées. Deux corporations d’utriculaires se trouvaient à Sisteron et à Riez.
Ce commerce alimentait l’activité d’un port important, proche du carrefour routier de Sisteron, au lieu-dit le Bourguet, à l’Escale : le port existait avant la conquête romaine, mais fut aménagé au Ier siècle av. J.-C., connut la prospérité jusqu’à la crise du IIIe siècle, avant de retrouver une activité économique jusqu’au début du Ve siècle.

### Moyen Âge et temps modernes

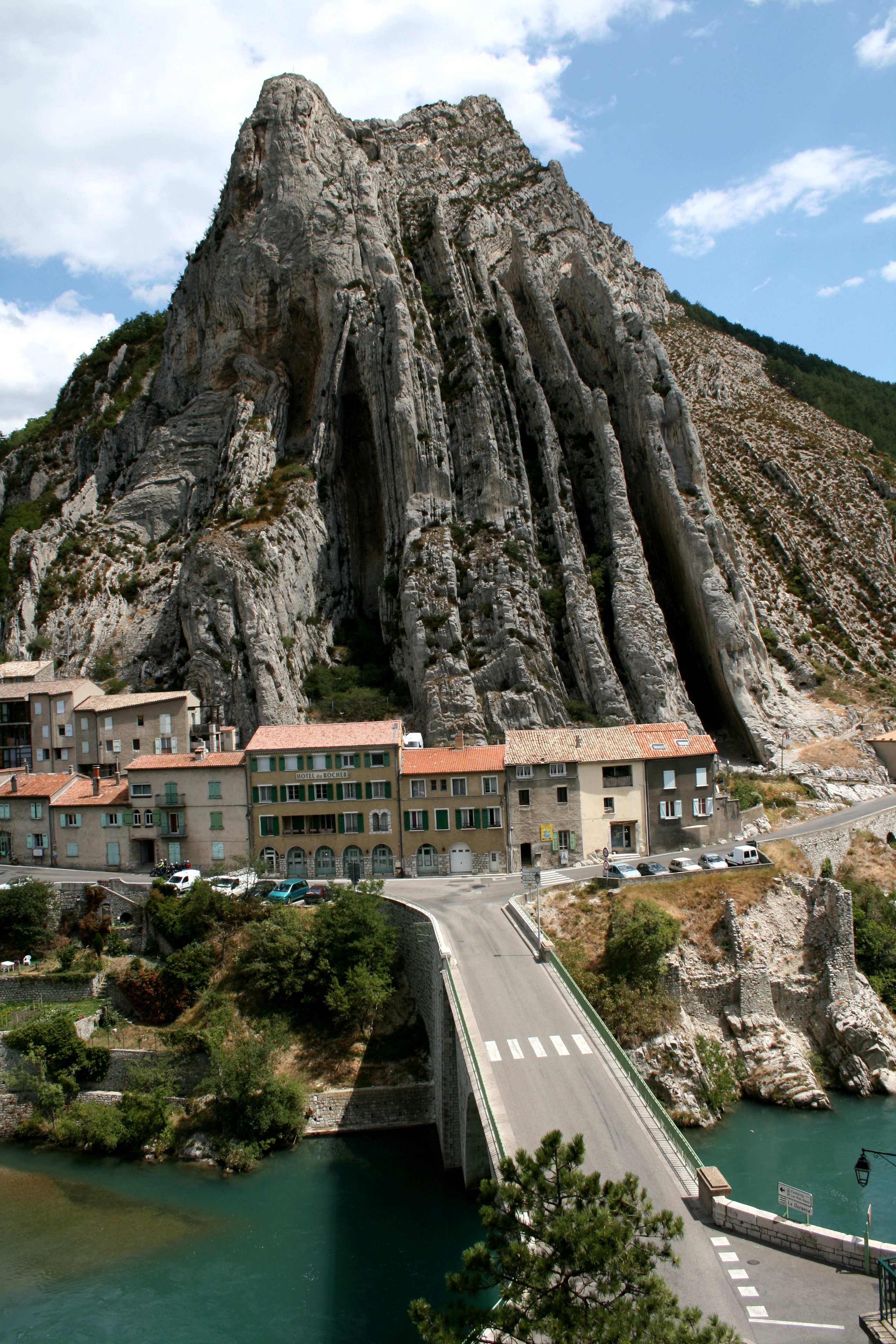
Le pont sur la Durance entre Sisteron et la Baume.

À la fin de l’Antiquité, la Durance, difficilement franchissable, sert à dessiner les frontières. En 470, elle marque la limite de l’avancée vers le sud des Burgondes. Quand Romulus Augustule est déposé en 476, le territoire au sud et à l’est de la Durance échoit aux Wisigoths. Les Burgondes, déjà installés au nord et à l’ouest du cours d'eau, occupent le sud de la Provence à la mort du Wisigoth Euric en 483. En 526, Amalasonte, la reine des Ostrogoths cède au roi des Burgondes Godomar III la portion de terres comprise entre l'Isère et la Durance, qui devient la nouvelle frontière entre les deux royaumes.
Au Moyen Âge central, le comté de Forcalquier s’étire tout en longueur le long de la Durance, de Cavaillon jusqu’à Roche-de-Rame près d’Embrun. C'est justement grâce à un état des dommages du comte Guillaume III de Forcalquier par lequel il revendique ses droits sur Pertuis en 1119 qu'on sait que la Durance était naviguée au Moyen Âge. Du XIIe au XIXe siècle, la rivière servit au flottage du bois, coupé dans les Alpes (notamment par les moines de Boscodon, par privilège gratuit de 1191) et utilisé dans les villes de plaine et les chantiers navals.
D’autres marchandises sont transportées sur la Durance, dont principalement le sel, marchandises dont le prix augmente au passage des dix péages établis sur les 300 km du cours d’eau à Savines, La Bréole, Monêtier-Allemont, Le Poët, Sisteron, Les Mées, La Brillanne, Saint-Paul, Mallemort et Orgon ; J. Billioud estime qu’en 1587, le prix du bois est multiplié par quinze entre son lieu d’abattage, à Boscodon, et Marseille.
Le pont de Sisteron, érigé au Moyen Âge, est resté jusqu'au milieu du XIXe siècle le seul passage fixe d'une rive à l'autre de la Durance.
Après l’an Mil, le nombre de bacs (déjà présents auparavant) augmente cependant : il s’agit de bacs à traille (équipés d’un mât qui s’appuie sur un câble, la traille, tendu entre les deux rives du cours principal). Le plus ancien connu est celui allant de la Roque-d'Anthéron à Cadenet (à Gontard), attesté en 1037. Au XIe siècle existe encore celui de Pertuis.
Par la suite, les preuves d’existence de bacs se multiplient, notamment à Rognonas, La Brillanne (XIIIe siècle), Noves, Orgon, Le Puy-Sainte-Réparade, Meyrargues, Pertuis, Peyrolles, celui de Cante-Perdrix à Mirabeau, Manosque, Giropey, Château-Arnoux, le Bourguet, Volonne, Bonpas. Les principaux sont ceux de Cadenet et de Mirabeau, qui étaient empruntés par les troupeaux de moutons en transhumance. D’autres bacs sont mis en place pour alimenter les moulins construits à la fin du XVIIIe siècle au Poët, à Upaix et Claret.
Néanmoins, la desserte par bac reste toujours plus faible que celle du Rhône (un bac tous les 9 à 11 km en moyenne, contre un tous les 5,2 km sur le Rhône). À partir du XIIe siècle, on construit également des ponts de bois, qui durent plus ou moins longtemps :
- à Maupas (actuel Bonpas, à Caumont), de la fin du XIIe siècle à sa destruction par le comte de Toulouse en 1241 ;
- à Mirabeau, au début du XIIIe siècle, près de Sainte-Madeleine-du-Pont ;
- à Savines, le plus fréquenté des ponts de Haute-Durance (XVe siècle).

Le pont antique de Sisteron est reconstruit en 1365. Vauban confirme la difficulté d’établissement d’un pont en refusant d’en construire un à Cadenet.
Un important réseau de canaux d'irrigation se développe, dont certains dévient une petite partie du débit vers Arles (canal de Craponne) et la Crau.
Le cours de la Durance entre Savines et Sisteron constitue la limite entre la Provence (rive gauche) et le Dauphiné (rive droite).

### XIXesiècle
C'est pendant ce siècle que se produisent les crues les plus violentes : 1843, 1856, 1882, 1886 (cf. supra) et que la science et la technique modernes sont utilisées pour mieux connaître la rivière et faciliter son franchissement.
Des relevés sont effectués en 1850, et permettent de mesurer précisément la largeur du lit du cours d’eau : 1 200 m aux Mées, 1 600 m à Manosque, 2 000 m au confluent avec le Verdon.
En 1856, la crue millénale inonde tout le bassin de la Durance, de Sisteron jusqu'à son confluent à Avignon. Elle emporte les terrasses alluviales cultivées, rompt les digues, détruit les canaux. Les syndicats d’arrosants (qui ont remplacé les pareries) et les services locaux des Ponts et Chaussées demandent une intervention exceptionnelle à l’État. Le premier service d’observation d’une rivière est créé, le Service spécial de la Durance, afin d’étudier l’hydrologie de la rivière, suivi de son bornage kilométrique à partir de 1868, du confluent avec le Verdon à celui avec le Rhône. Ce bornage permet un nivellement et de cartographier les terres inondables.
La construction au milieu du XIXe siècle du canal de Marseille, qui capte l'eau de la Durance, a permis à l'agglomération marseillaise de se développer très rapidement. De nombreux ponts ont été édifiés ou reconstruits, notamment à Volonne, Manosque, Mirabeau, Pertuis et Cadenet, certains sont des ponts suspendus.

### XXesiècle: les aménagements hydroélectriques
L’utilisation de la Durance comme voie de transport décroît avec la concurrence de la route, et cesse définitivement avec celle du chemin de fer. Il ne reste que 10 radeliers en 1896, un seul en 1908 (voir aussi la partie Culture).
Les aménagements hydroélectriques, avec la construction de la chaîne de barrages sur la Durance, le Verdon ainsi que sur le Buëch et la Bléone, ont eu les impacts économiques les plus importants et les plus visibles dans le paysage. La majeure partie du débit a été détournée dans des canaux en aval du barrage de Serre-Ponçon, et seul circule dans le lit naturel un débit réservé de 2 à 5 m3/s, correspondant à 1/40e du débit naturel. Le lit s'est progressivement fixé et de la végétation commence à y pousser, là où l'eau ne coule plus. Grâce aux réservoirs de Serre-Ponçon et de Sainte-Croix, qui peuvent retenir un total de plus de 2 milliards de tonnes d'eau, l'irrigation reste possible en été pendant les années les plus sèches. Les plans d’eau ont permis un développement de l'économie locale grâce au tourisme estival.

## Aménagement du cours de la Durance

### Principaux ponts
Hautes-Alpes
- Pont de Savines sur le lac de Serre-Ponçon (RN94) (longueur 924 mètres).

Alpes-de-Haute-Provence
- Vieux pont de la Baume à Sisteron

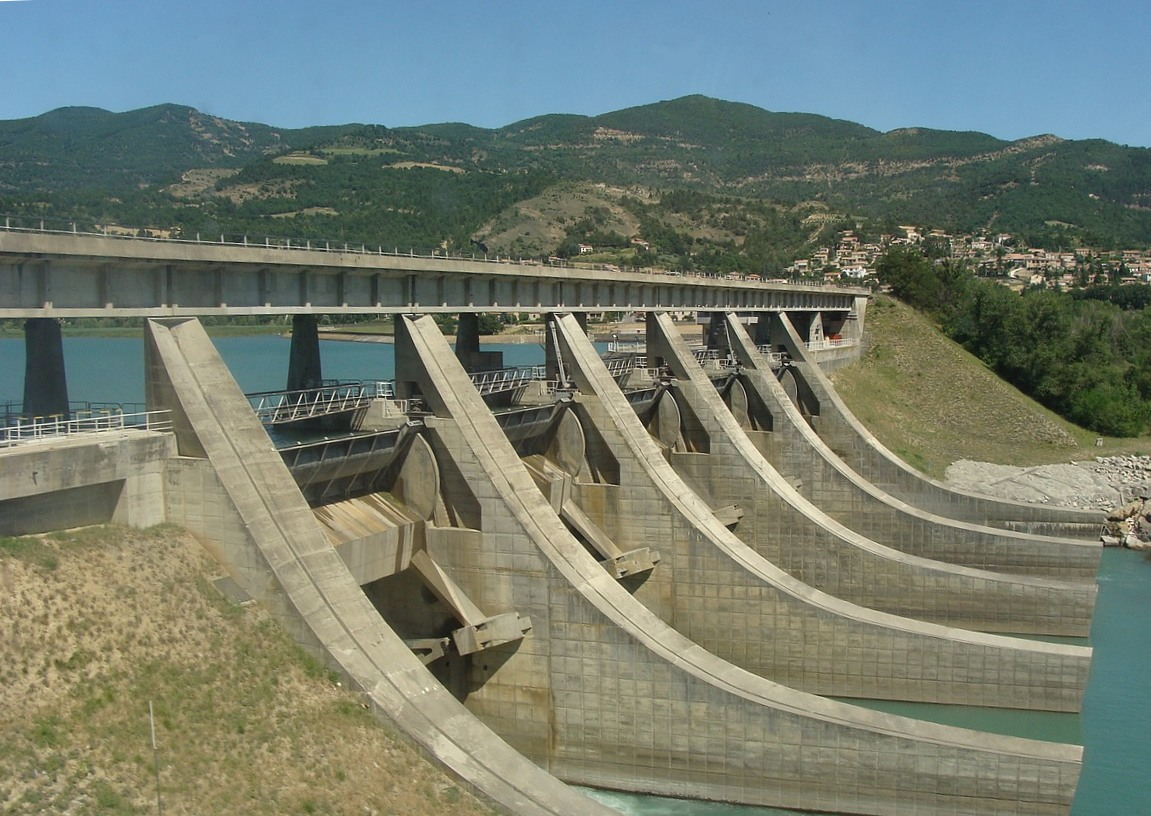
Le pont-barrage de l'Escale.

- Viaduc de l'autoroute A 51 au sud de Sisteron
- Pont-barrage de l'Escale (RN 85)
- Viaduc ferroviaire de la ligne Saint-Auban - Digne
- Pont métallique à poutre en treillis des Mées (D 4a)
- Pont de La Brillanne (D 4b)
- Pont-canal à Villeneuve (canal EDF).
- Pont de Manosque (D 907)
- Pont de Venterol (D 4)

Entre le Vaucluse et les Bouches-du-Rhône
- Viaduc de l'A 51 entre Beaumont-de-Pertuis et Cadarache
- Pont de Mirabeau (ex-RN 96)
- Pont suspendu de Pertuis (Vaucluse)
- Pont suspendu de Mallemort

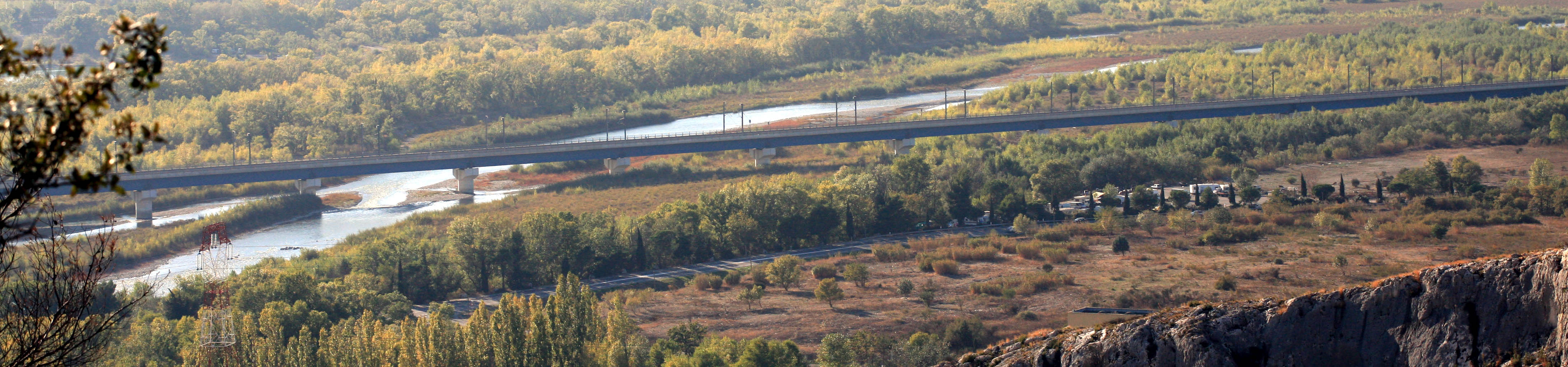
Le grand viaduc LGV de Cavaillon.

- Les trois viaducs de la LGV Méditerranée à Cavaillon (longueurs 940, 900 et 1500 mètres)
- Viaducs jumeaux de la RN 7 et de l'A 7, à Bonpas
- Pont suspendu de Rognonas (D 970) au sud d'Avignon
- Viaduc ferroviaire de la ligne de Paris-Lyon à Marseille-Saint-Charles au sud d'Avignon.

#### Pont de Mirabeau

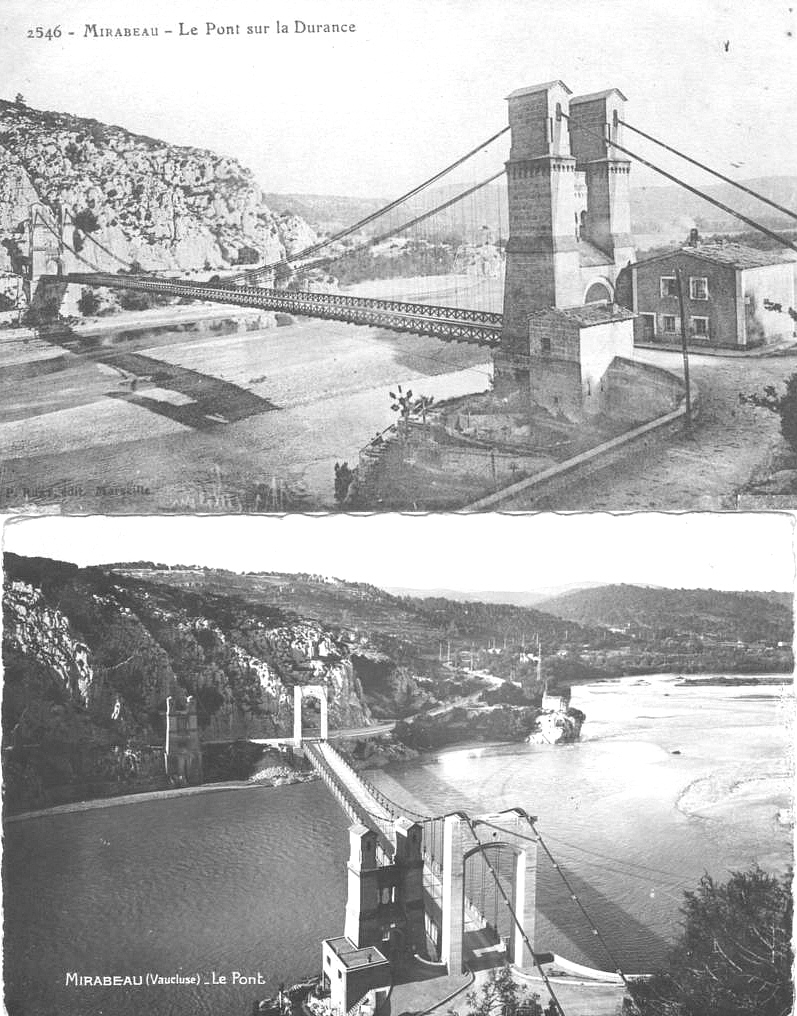
Les deux anciens ponts de Mirabeau.

Le rétrécissement de la Durance sur la commune de Mirabeau où la rivière se fraye un chemin entre deux falaises de calcaire abruptes, le défilé de Canteperdrix, est un lieu de franchissement ancien et a donné lieu à la construction de pas moins de trois ouvrages successifs, qui ont succédé aux bacs à traille. La première tentative de construction d’un pont date du XVe siècle. Les différents « Pont Mirabeau » qui furent édifiés ont été détruits totalement ou en partie à quatre reprises en 1440, 1635, 1843 et 1881 par la Durance déchainée. Les piles généralement reproduites sont celles du pont construit en 1835 par Jean-François Théophile Sauzet, monuments historiques inscrits.

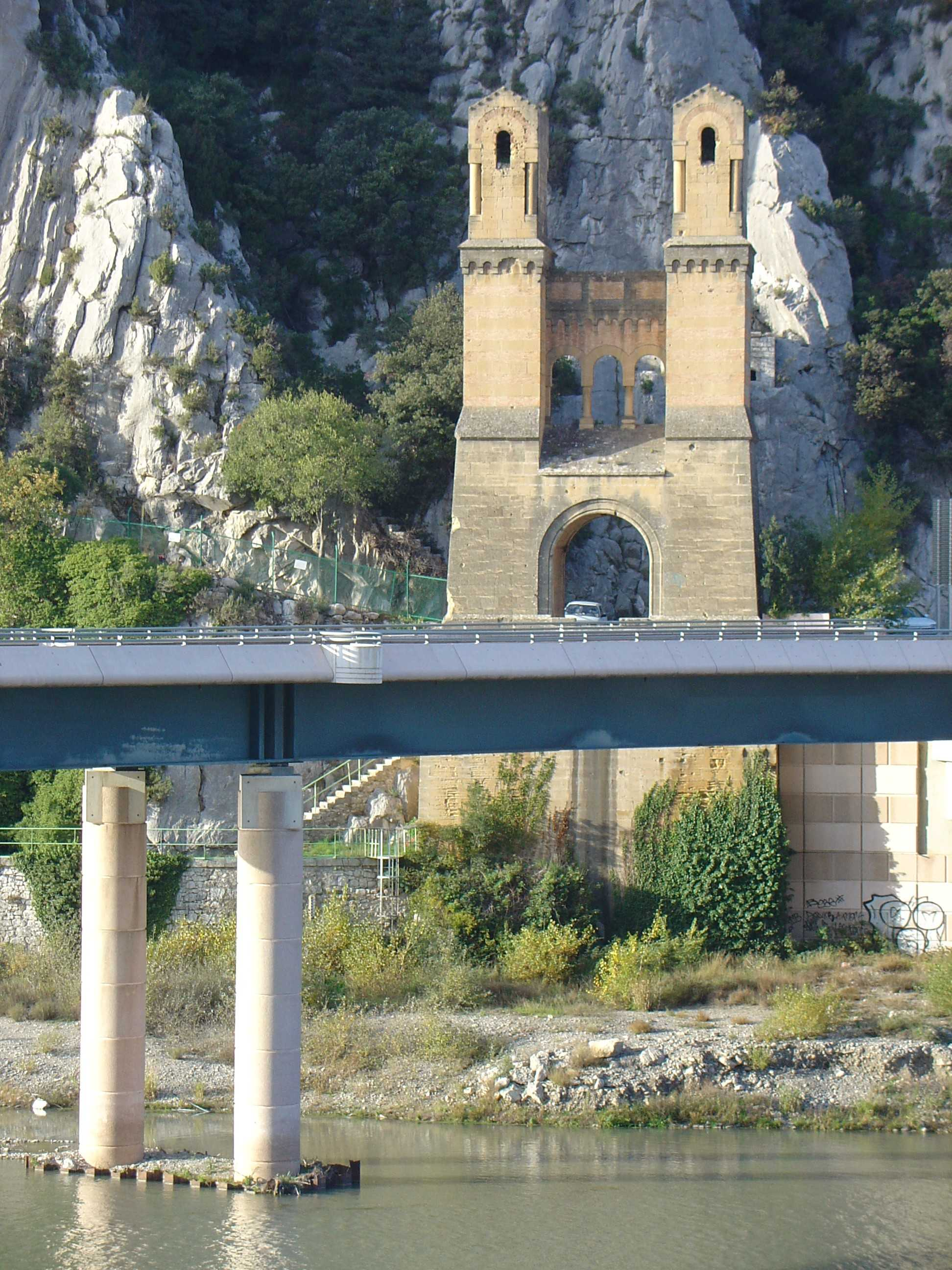
Le pont moderne, une pile de l'ancien pont et la falaise de Canteperdrix.

En 1935, il est remplacé par un nouveau pont suspendu, qui est saboté en 1944 et reconstruit en 1947. Le pont actuel date de 1987.

### Digues
Pour se protéger des inondations ravageuses (qui emportaient parfois tout un pan de rive, et une ville avec), les habitants d'Avignon construisent des digues à partir du XVe siècle. D’autres tentatives ont lieu jusqu'au XIXe siècle : leur principal point commun est le manque de coordination, et leur manque de réussite, même après l’instauration d’une Commission mixte chargée d’établir des plans annuels d’endiguement par l’ordonnance royale de 1825.
Sous l'Ancien Régime, on utilise souvent des caissons de rondins emplis de pierres, puis des gabions, plus efficaces et plus faciles à mettre en œuvre : il s’agit de paniers d’osier ou de saule, de forme conique, la partie pointue étant dirigée vers le lit de la rivière, le remplissage (toujours de pierres) se faisant depuis la rive. Mais ni les uns, ni les autres, ne résistent longtemps aux crues.
La première proposition d’endiguement général de la Durance est faite par Bérenguier, habitant de Manosque, et date de 1778. De nombreuses études sont faites au siècle suivant, dont une à partir de 1839, qui est définitivement rejetée par Paris en 1851 devant les oppositions, paradoxales, des habitants des deux rives, trouvant que la proposition et ses variantes avantagent le voisin (d’en face, aval, amont). Les projets d’endiguement partiel échouent également (dont celui en amont du pont des Mées dans les années 1860, qui marque encore la campagne municipale de 1888).
Les aménagements finalement réalisés ne sont que rarement durables dans la vallée de la moyenne Durance :
- les épis en T mis en place par la commune de Valensole sont emportés entre 1860 et 1863[38] ;
- les épis mis en place en collaboration par les communes de Volx et Manosque sont emportés par les crues de 1860.

À l’inverse, les endiguements à épis et digue mis en place en basse Durance, là où le courant est moins fort (Vaucluse et Bouches-du-Rhône), ont de bons résultats, et ont même inspiré les projets précédents.

### Canaux
Dans un autre sens, depuis la même époque, on utilise l’eau de la Durance pour irriguer les terres voisines, puis alimenter en eau toute la Provence. Le premier canal connu est le canal Saint-Julien, creusé en 1171. Suivent ceux d’Adam de Craponne (50 km creusés en neuf mois en 1554 de Silvacane à Arles), des Alpilles (ou Alpines), de Marseille, de Carpentras, de Manosque, de Ventavon, et des centaines d’autres plus petits pour un total de 540 km creusés de la fin du XVIe siècle à la fin du XIXe siècle.

#### Canal de Marseille

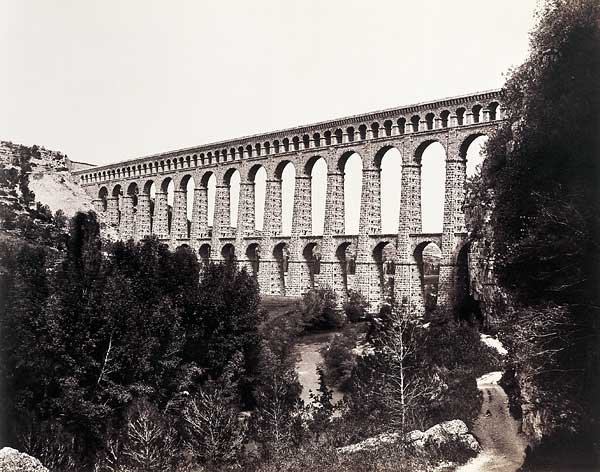
L'aqueduc de Roquefavour, sur l'Arc, principal ouvrage d'art du canal de Marseille.

De 1839 à 1854, l'ingénieur Franz Mayor de Montricher construit un canal destiné à approvisionner la ville de Marseille en eau potable.
La prise d'eau initiale était située sur la Durance au niveau du pont de Pertuis, à une altitude de 185 mètres, et à 50 kilomètres à vol d'oiseau de Marseille. De là, le canal partait vers l'ouest sous Le Puy-Sainte-Réparade. Lors de la construction du grand canal EDF, qui double la Durance depuis le barrage de Serre-Ponçon jusqu'à Salon-de-Provence et l'étang de Berre, la prise d'eau du canal de Marseille a été reportée sur le canal EDF lui-même, après Saint-Estève-Janson. De là, le canal suit un tracé tourmenté de 80 km de long, dont 17 km en souterrains, jusqu'à Marseille. Le canal est en béton, les ouvrages aériens en pierres ou pierres et briques. Le débit de l'ouvrage est de 10 m3/s, la pente de 0,36 m/km.
La Durance fournit encore aujourd'hui les deux-tiers de la ressource en eau de la ville de Marseille.

### Aménagement hydroélectrique
L’utilisation de la force motrice de la Durance pour produire de l’électricité commence en 1908, avec la construction d’une centrale à La Brillanne par l’Énergie électrique du littoral méditerranéen (pour une commercialisation sur la côte), suivie dès 1909 par Pechiney qui construit à L’Argentière une centrale pour les besoins de son usine d’aluminium ; en 1909 également, l'usine de Ventavon est construite. Des moulins, établis sur des canaux de dérivation, utilisaient déjà cette force pour d’autres usages. La technique du canal de dérivation est souvent utilisée pour mouvoir les turbines des centrales : celles de Ventavon et du Poët sont implantées sur un canal commun, et le canal de La Brillanne alimente celles de La Brillanne, Le Largue et Sainte-Tulle. D’autres centrales sont construites dans la première moitié du XXe siècle : Les Claux et Champcella-Le Fournel.
Cependant, le potentiel hydroélectrique apparaît largement sous-exploité, en partie à cause du régime de la rivière : les hautes eaux se produisent au printemps, alors que la demande est maximale en hiver (et que les besoins d’irrigation sont importants en été). L'aménagement permettant d’accroître la production hydroélectrique durancienne et d’approvisionner directement la Provence, pauvre en unités de production[pas clair].
En 1955, une loi est votée pour l’aménagement de l’ensemble Durance-Verdon. Dans ce cadre, trois missions sont confiées à EDF :
- la production d’électricité ;
- l’alimentation en eau des cultures (irrigation) et des villes ;
- la régulation des crues[94].

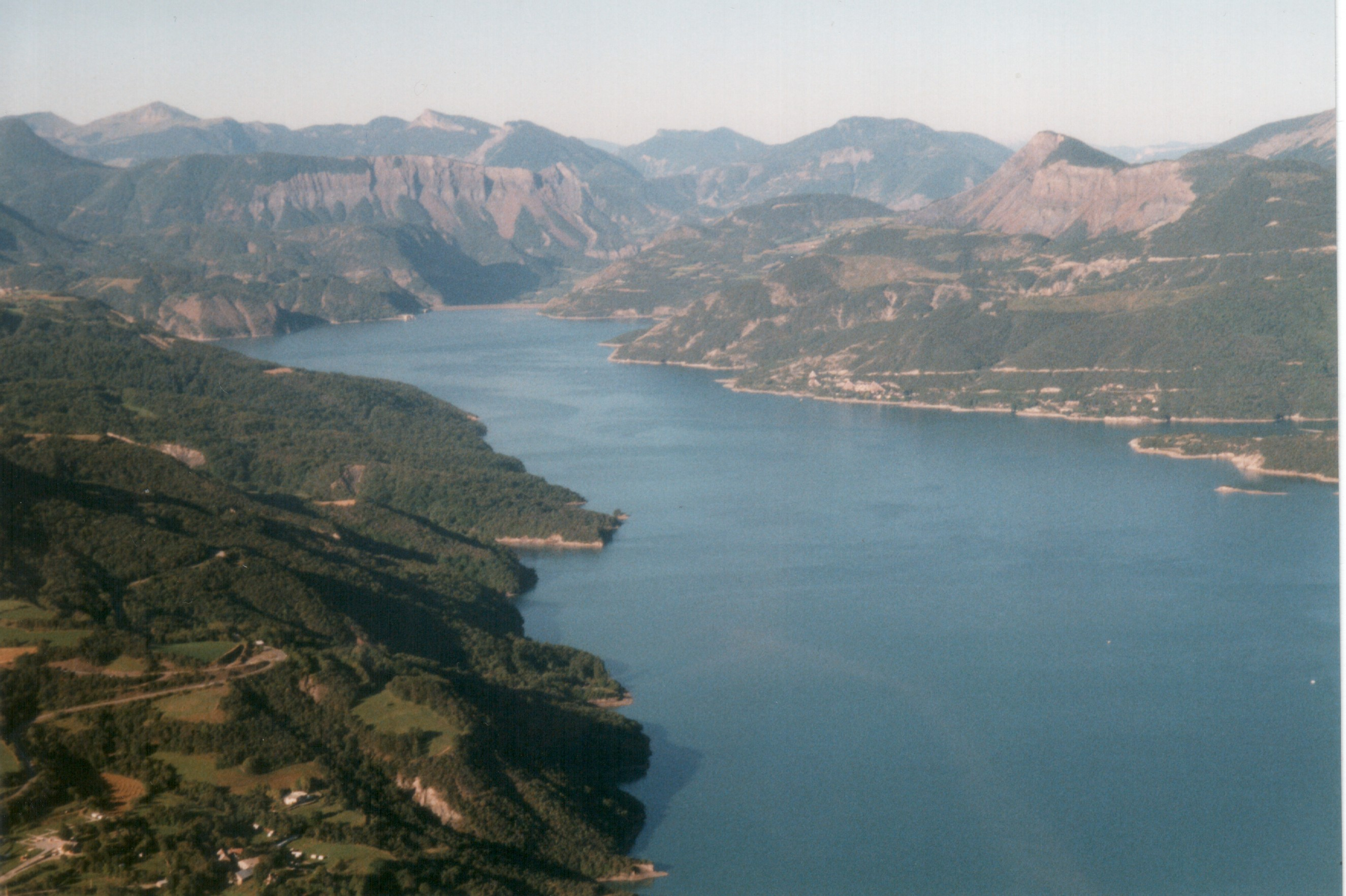
Vue d'avion du lac de Serre-Ponçon en août 1997.

Ce programme a entraîné, sur une période de 40 ans, la construction de 23 barrages et prises d’eau (des prises d’eau en amont des Claux sur l’Argentière à celle de Mallemort en passant par le barrage de Serre-Ponçon), du canal EDF de la Durance, alimentant 33 centrales hydroélectriques, et de plusieurs stations de commande.

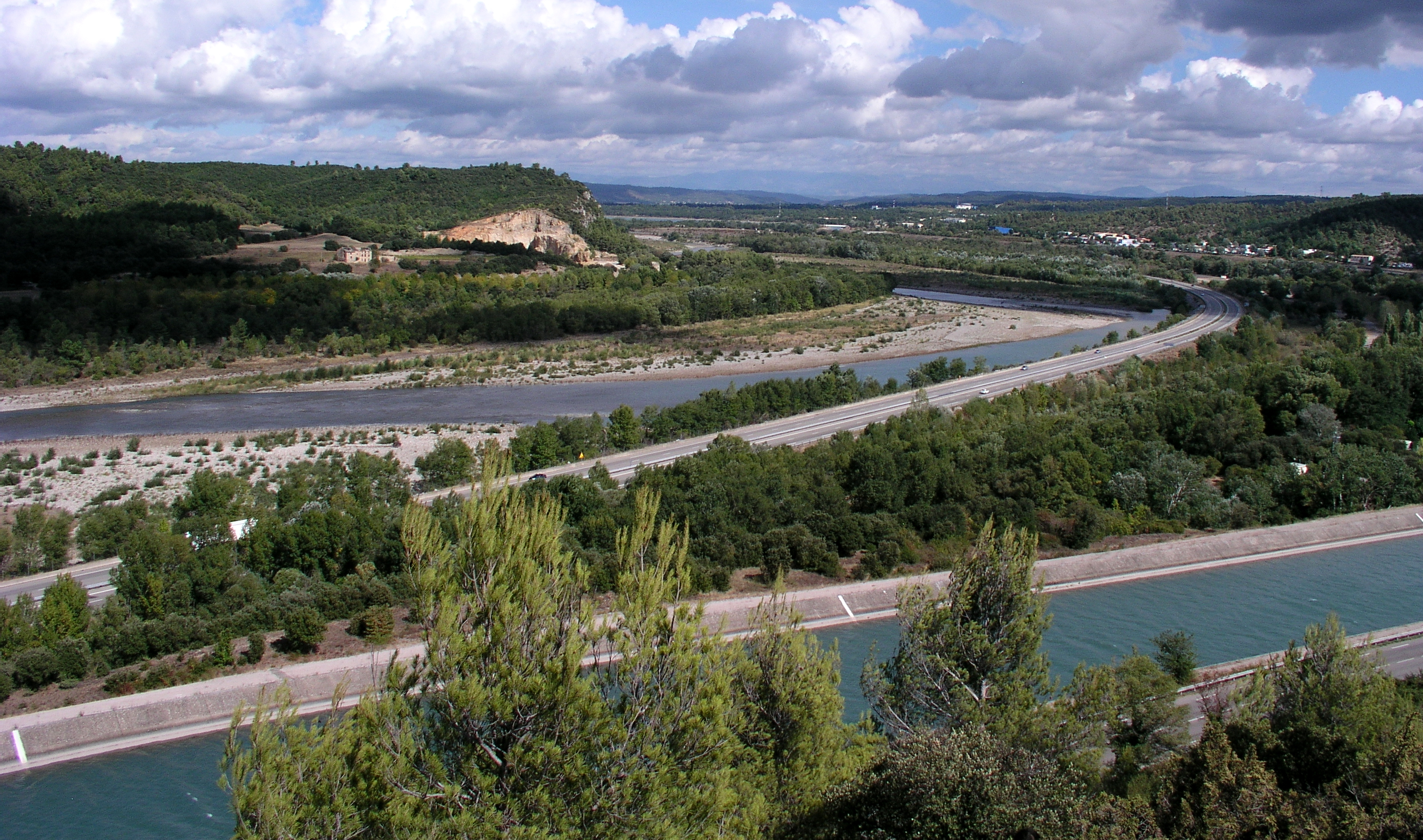
La vallée et le canal EDF de la Durance avant la clue de Mirabeau.

Ce programme est une réussite presque complète :
- l’ensemble Durance-Verdon produit 6 à 7 milliards de kWh par an (10 % de la production hydroélectrique française) ;
- les barrages réservoirs fournissent de l’eau potable à toute la région, et irriguent toute la Provence (un tiers de l’irrigation française) ;
- les lacs sont une attraction touristique (celui de Serre-Ponçon attire 10 % des touristes fréquentant les Hautes-Alpes) ;
- si le débit est régularisé, et les crues faibles et moyennes parfaitement contrôlées, l’aménagement n’a cependant aucun effet sur les crues majeures, comme l’a montré la crue de 1994 (3 000 m3/s à Cadarache[2]). En effet le barrage réservoir de Serre-Ponçon ne régule que le cours supérieur de la Durance, et ne joue aucun rôle sur les affluents, dont le rôle est important dans la formation des crues majeures. Tous les autres barrages ne sont que des prises d’eau. Seul le débit du Verdon est contrôlé par le barrage de Sainte-Croix (si des capacités de stockage existent au moment de la crue)[96].

### Stade d'eau vive

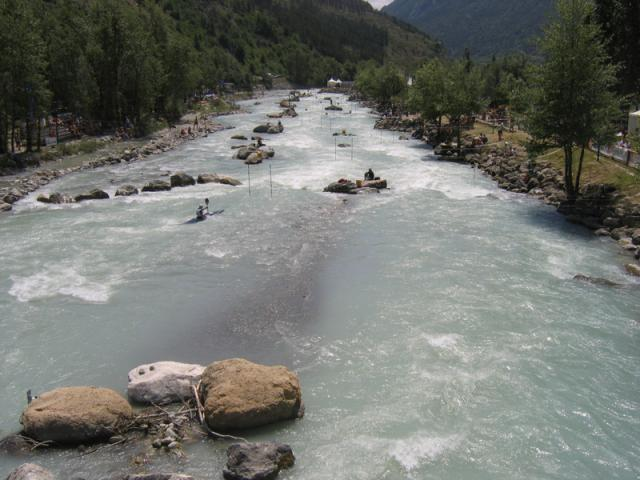
Le stade Michel-Baudry à L'Argentière-la-Bessée

Deux stades d'eau vive, permettant la pratique du slalom et des sports en eau vives comme le slalom, sont aménagés dans le lit de la Haute-Durance :
- Le stade Michel-Baudry à L'Argentière-la-Bessée
- Le stade de Saint-Clément-sur-Durance

### Impact des aménagements
La Durance avait un débit naturel moyen de 188 m3/s et un régime fluvial de type méditerranéen, mais les aménagements hydrauliques ont modifié son cours. À part un très faible débit réservé, la masse des eaux circule désormais dans le canal EDF qui longe le lit naturel de la grande rivière afin de les faire passer par une série d'usines hydroélectriques. Ce canal usinier peut débiter jusqu'à 250 m3/s. De ce fait, lors des grandes crues, les eaux excédentaires empruntent à nouveau le lit naturel, les réservoirs étant très insuffisants pour stocker de pareilles masses d'eau (il s'agit surtout du lac de Serre-Ponçon, mais aussi des grands réservoirs du Verdon, son affluent principal).

## Gestion
Le Syndicat mixte d’aménagement de la vallée de la Durance, dont le périmètre d'intervention s'étend du barrage de Serre-Ponçon au Rhône, est la structure gestionnaire de la rivière. Il est concessionnaire du Domaine public fluvial (DPF) sur la Basse Durance mais intervient également sur le DPF de l'État sur la Moyenne Durance. Il œuvre essentiellement dans les domaines suivants : la gestion des crues, l’amélioration de la sécurité, le transport solide, la préservation et de la gestion du patrimoine naturel, la gestion des différents usages. Il est Établissement public territorial de bassin.

## Économie

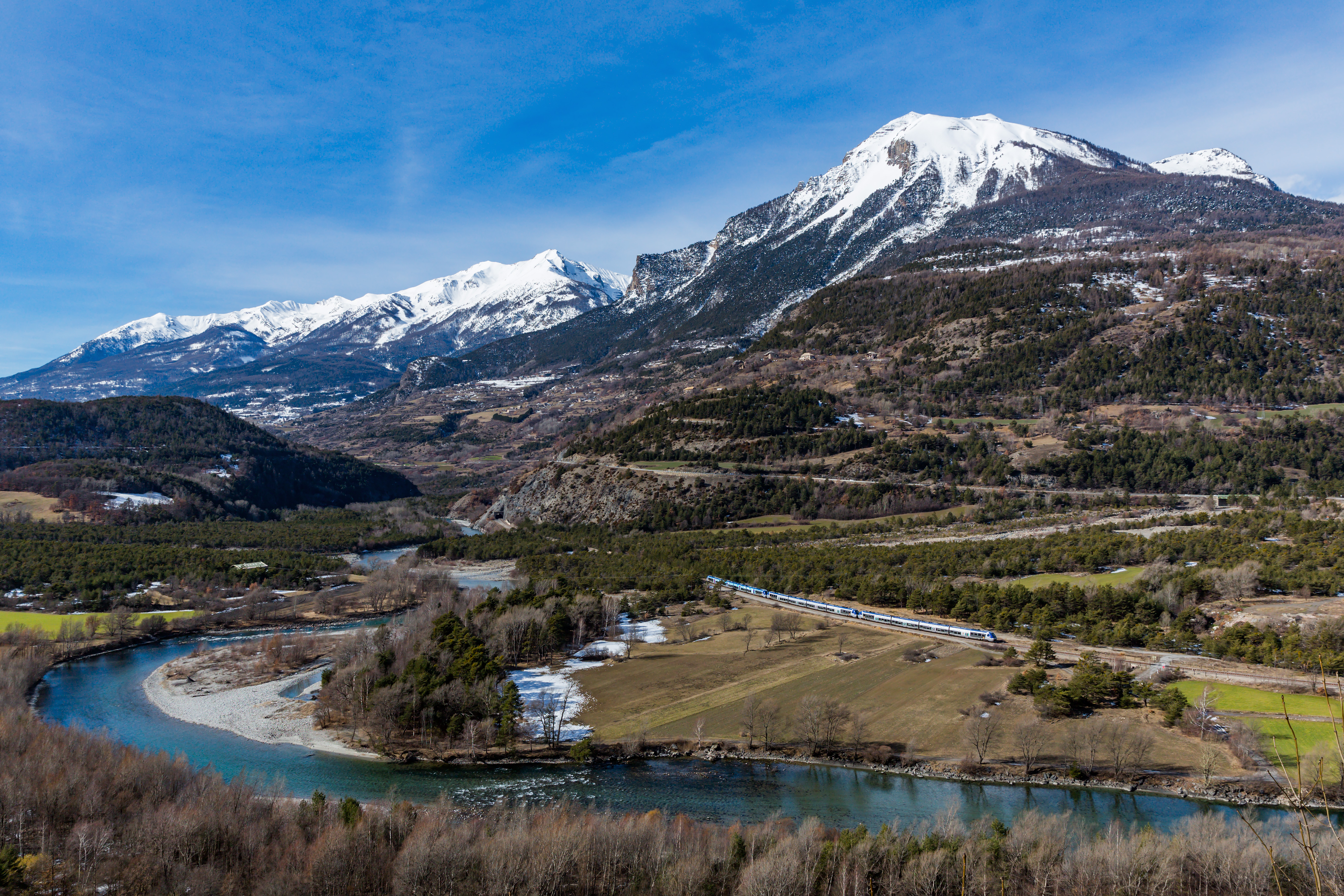
La ligne de Veynes à Briançon au long de la Durance, avec un train propulsé par des locomotives B 81500 vers Briançon. Février 2016.

Le lit de la rivière en basse Durance présente de nombreuses iscles de plus ou moins grande importance qui ont été de tout temps des lieux de pâture pour les bergers du Luberon quand fin mai la sécheresse asséchait les points d'eau du massif. Certaines, mieux protégées, parfois par des digues sont aujourd'hui de bonnes terres cultivées (serres de l'Iscles du mois de mai). La dérivation du canal EDF a diminué les submersions et les déplacements qui en résultaient, mais aussi les dépôts de limon qui les fertilisaient.
Le lit de la Durance fournit depuis les années 1950 des granulats très durs, utilisés pour la couche de roulement des routes et les bétons résistants. La plupart des sites de prélèvement sont en cours de fermeture. 
De même, les quelques usines utilisant l’énergie de la rivière ont fermé (usine d’aluminium de l’Argentière-la-Bessée) ou sont en cours de fermeture (Arkema à Saint-Auban).
Enfin, c’est dans la vallée de la Durance, à Cadarache, que le réacteur expérimental de fusion nucléaire, ITER, est en cours de construction.

## Dans les arts et la culture

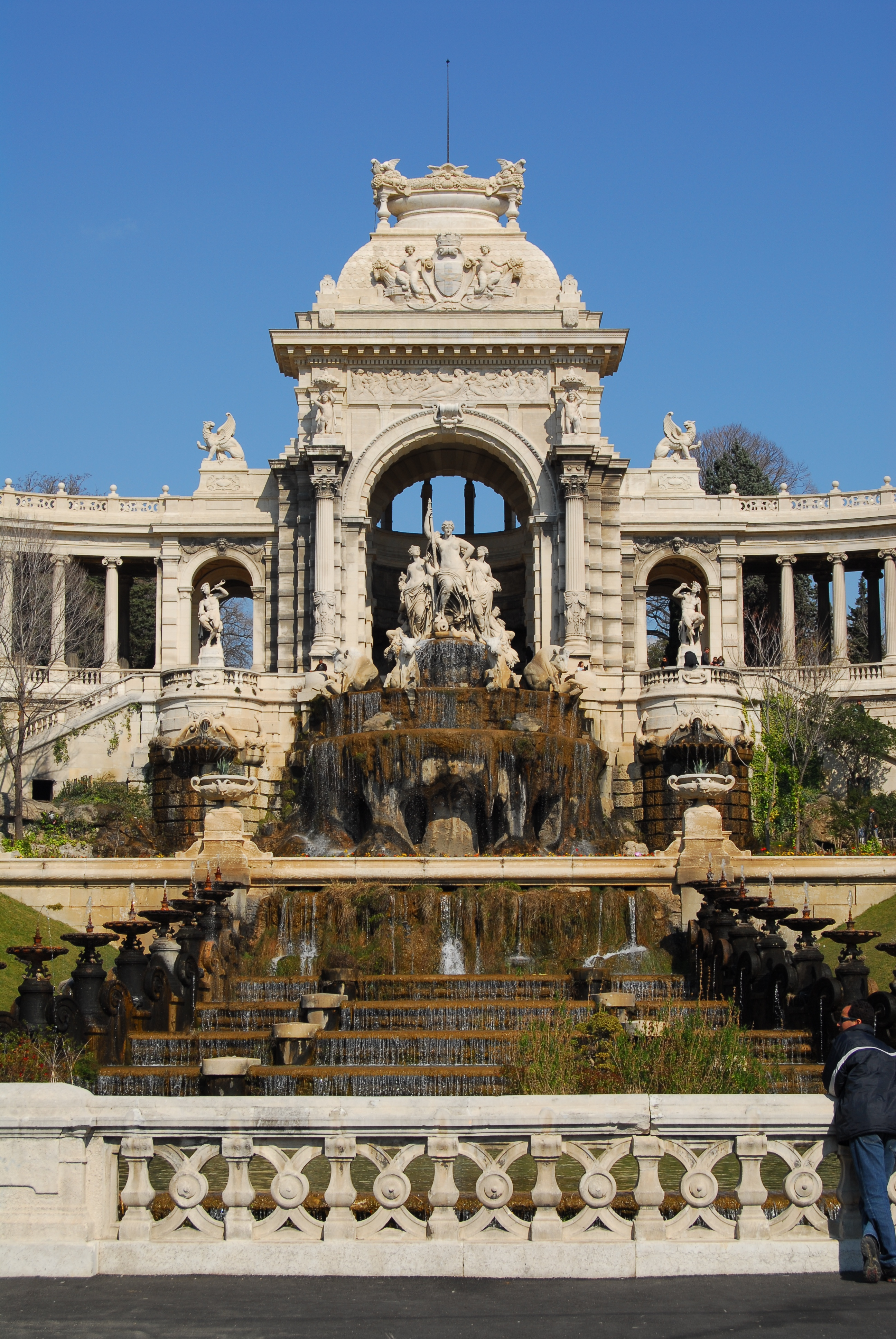
Le palais Longchamp à Marseille.

La Durance est représentée sous la forme d'un groupe sculpté majestueux au palais Longchamp, à Marseille, construit entre 1862 et 1869 par l'architecte Espérandieu afin de célébrer l'arrivée des eaux de la Durance dans la ville, via le canal de Marseille.
Elle est également sculptée sous les traits d’une femme au ventre fécond, à Charleval (Bouches-du-Rhône). 
Une allégorie de la Durance sculptée par Jean-Pancrace Chastel sur le fronton la Halle aux Grains, place de la Mairie, à Aix-en-Provence (Bouches-du-Rhônes), la représente sous la forme d'une femme dont le pied sort du cadre. Il s'agit d'une métaphore de l’impétueuse rivière sortant de son lit, au contraire du Rhône, sculpté à ses côtés, qui reste parfaitement dans le cadre. 
Elle est présente dans la littérature :
- les poètes Adolphe Dumas (1806-1861), félibre, républicain et traditionaliste, Paul Arène, Clovis Hugues, à propos de sa région natale, et Élémir Bourges ont évoqué cette rivière ;
- Henri Bosco en fait un personnage de son roman L'Enfant et la Rivière ;
- l’écrivain le plus connu à s’être inspiré de la Durance est cependant Jean Giono, qui s’en sert dans sa géographie imaginaire de la Provence, la transformant en fleuve (il en parle au masculin[100], lui faisant traverser la clue de Sisteron sans évoquer la ville, puis le haut pays Rebeillard complètement imaginaire[101]). Le Hussard sur le toit suit lui aussi le cours de la Durance.

Parmi les peintres à l'avoir représentée, Guigou et Monticelli, amis proches, s’installent à Saint-Paul-lès-Durance et exécutent de nombreux tableaux où elle figure, soit comme décor, soit comme sujet (86 des 421 tableaux de Guigou). Le peintre surréaliste d’origine roumaine Victor Brauner, réfugié en 1942 à Remollon, en fait plusieurs tableaux sur des matériaux de fortune.
La Durance est la rivière remontée par le petit âne gris dans la chanson éponyme d'Hugues Aufray.
La Durance est aussi évoquée dans la chanson "Les deux écoles" de Michel Sardou.
Depuis quelques années, une association fait revivre les radeliers, en construisant chaque année des radeaux de troncs d’arbre et en leur faisant descendre une portion de la Durance.
L'escadron d'hélicoptères 4/67 Durance, créé en 1976, était chargé de la protection de la base aérienne 200 Apt-Saint-Christol et du site lancement de missiles du plateau d'Albion. Une radio locale de la bande FM a choisi Durance comme nom.
La classe Durance est une classe de cinq pétroliers ravitailleurs et de commandement de la Marine nationale française mis en service de 1977 à 1990.
Dans le cinéma français, la Durance est le cadre de L'Eau vive, film de François Villiers, dans l'ambiance de la construction du barrage de Serre-Ponçon.
La Durance est le nom du bulletin académique des professeurs d'histoire-géographie d'Aix-Marseille.

## Sources

### Sources bibliographiques
: document utilisé comme source pour la rédaction de cet article.
- Direction de l'environnement, du développement durable et de l'agriculture, La Durance : lien de vie du territoire régional, Conseil régional PACA, 106 p. .
- Syndicat Mixte d'Aménagement de la Vallée de la Durance, Contrat de rivière du Val de Durance, rapport de présentation, SOGREAH, 2008, 93 p.
- Claude Gouron, photographe, Hélène Vesian, auteur des textes, Pierre Magnan, préfacier, Durance : voyage photographique des Alpes à la Provence, Avignon : Alain Barthélemy, 2002.
- Henri Julien, et Jean-Marie Gibelin, Toi, Durance, Barras, Ed. Terradou, 1991,  (ISBN 978-2-907389-36-5).
- Jean-Marie Gibelin, L’Histoire des endiguements de la Durance dans le département des Basses-Alpes, Digne-les-Bains, DDE des Alpes-de-Haute-Provence, 1990. .
- Cécile Miramont, Denis Furestier, Guy Barruol et Catherine Lonchambon, 'La Durance de long en large : bacs, barques et radeaux dans l'histoire d'une rivière capricieuse, Forcalquier, les Alpes de lumière, coll. « Les Alpes de lumière » (no 149), 2005, 120 p. (ISBN 978-2-906162-71-6, ISSN 0182-4643). .
- Jean-Paul Clébert et Jean-Pierre Rouyer, La Durance, Toulouse, Privat, coll. « Rivières et vallées de France », 1991 (ISBN 2-70899503-0). .
- Catherine Lonchambon, Les bacs de la Durance : du Moyen Âge au XIXe siècle, Publications de l'Université ́de Provence, 2001,  (ISBN 2-85399480-5),  (ISBN 978-2-853994-80-4).
- Georges Truc, L'eau en Vaucluse. Origine, fonctionnement, potentiel et qualité des réservoirs aquifères, Avignon, Éd. Conseil Général de Vaucluse, 1991.
- Paul Veyret, Les pays de la moyenne Durance alpestre : bas Embrunais, pays de Seyne, Gapençais, bas Bochaine ; étude géographique, Publié par Arthaud, 1945.
- Archives départementales des Bouches-du-Rhône, Laurence Fumey, Félix Laffé, Arlette Playoust, Des plaines de la Durance au pays d'Aix : agriculture, négoce, société (XVIIIe – XXe siècles) : répertoires numériques des sous-séries 61 J, 64 J, 81 J, 94 J, 95 J, 96 J, 108 J, 119 J, Publié par Archives départementales des Bouches-du-Rhône, 1997  (ISBN 2-86013034-9),  (ISBN 978-2-860130-34-9).
- L. Pelloux, « La Durance », Annales des Basses-Alpes : bulletin de la Société scientifique et littéraire des Basses-Alpes, t. 18, no 66,‎ juillet-septembre 1897, p. 137-147 (lire en ligne), no 67, octobre-décembre 1897, p. 206-228, t. 19, no 68, janvier-mars 1898, p. 289-314, no 69, avril-juin 1898, p. 317-353, no 70, juillet-septembre 1898, p. 389-429, no 71, octobre-décembre 1898, p. 484-538

### Vidéos
- La Durance, parcours & regards, de Conseil régional PACA (prod.) et de Jacques  Sapiega (réal.), 2004.